# Dean Martin

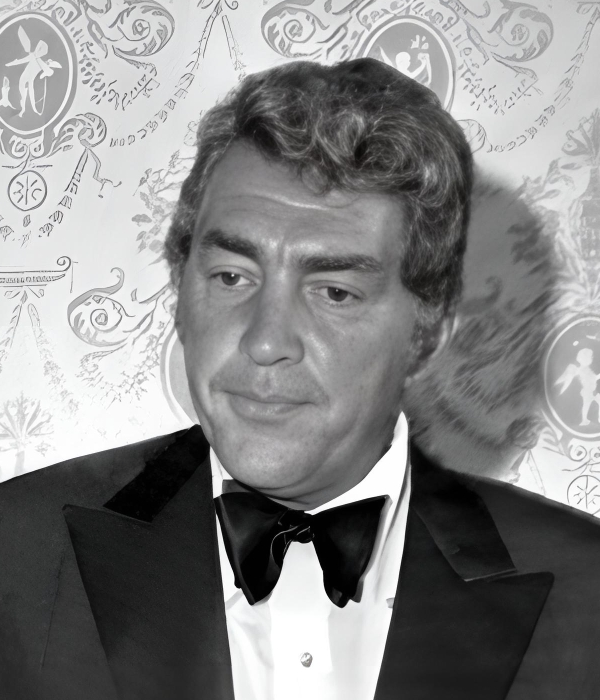
Dean Martin (1970)

Dean Martin (* 7. Juni 1917 als Dino Crocetti in Steubenville, Ohio; † 25. Dezember 1995 in Beverly Hills, Kalifornien) war ein US-amerikanischer Sänger, Schauspieler und Entertainer italienischer Abstammung. International bekannt wurde Martin nach dem Zweiten Weltkrieg durch seine zehnjährige Zusammenarbeit mit dem Komiker Jerry Lewis. Nach der Auflösung von Martin & Lewis etablierte sich Martin als Solokünstler auf der Bühne, auf der Leinwand und im Fernsehen. Er trat bis 1991 regelmäßig in Las Vegas auf, sang Welthits wie Memories Are Made of This und Everybody Loves Somebody (Sometime) und drehte über 50 Spielfilme, darunter Rio Bravo und Küss mich, Dummkopf. Ein Jahrzehnt lang präsentierte er im Fernsehen die Dean Martin Show, die ihn seinerzeit zum bestbezahlten Entertainer der Welt machte. Zusammen mit Frank Sinatra, Sammy Davis jr. und einigen anderen Künstlern wurde er in den 1960er Jahren dem sogenannten Rat Pack zugerechnet. Wegen seiner entspannten Auftritte galt er als King of Cool.

## Biografie

### Kindheit und frühe Jahre

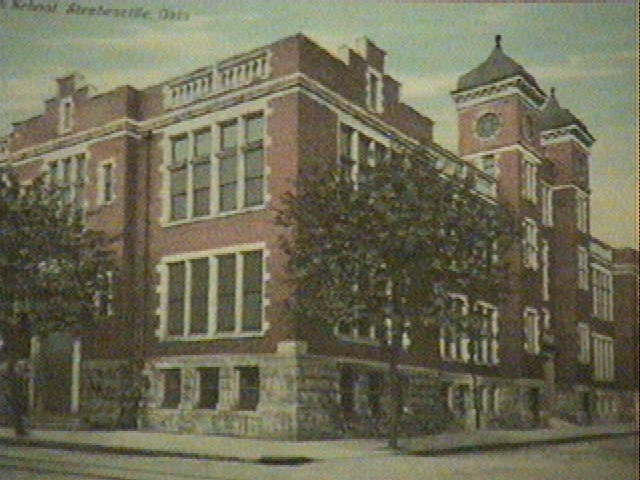
Wells High School in Steubenville

Dino Crocettis Vater war der im italienischen Montesilvano geborene Landarbeiter Gaetano Crocetti (1894–1967), der 1913, wie schon einige Jahre zuvor sein Bruder, in die USA ausgewandert war. Gaetano Crocetti, der sich ab 1914 Guy nannte, ließ sich in der Industriestadt Steubenville im amerikanischen Rust Belt (Rostgürtel) nieder und eröffnete einen Friseursalon. Dean Martins Mutter war die in Ohio geborene italienischstämmige Angela „Angelina“ Barr, geborene Barra (1897–1966). Sie heirateten im Oktober 1914. Eineinhalb Jahre später wurde mit Guglielmo (später William oder Bill genannt; 1916–1968) ihr erstes Kind geboren, ein weiteres Jahr später kam am 7. Juni 1917 Dino als zweiter Sohn verfrüht zur Welt.
Dino sprach nach eigenen Angaben bis zu seinem fünften Lebensjahr nur Italienisch; er selbst bezeichnete das rückblickend als einen „Abruzzendialekt“. Er tat sich in der Schule mit dem als zweite Sprache gelernten Englisch zunächst schwer und verließ die Wells High School, die er zuvor nur noch unregelmäßig besucht hatte, schon nach der zehnten Klasse. Die Schwierigkeiten mit der englischen Sprache hielten an, bis er in den frühen 1940er-Jahren von seiner ersten Ehefrau „Betty“ Sprachunterricht erhielt.
Als Teenager ging Dean Martin unterschiedlichen Jobs nach. Unter anderem war er Arbeiter in einem der Stahlwerke Steubenvilles, Milchmann und Verkäufer in einem Supermarkt. Vorübergehend trat er unter dem Namen „Kid Crochet“ als Preisboxer im Weltergewicht an. Wiederholt kam Martin auch mit der Cosa Nostra, der örtlichen Erscheinungsform der organisierten Kriminalität, in Kontakt. Während der Prohibition half er beim Alkoholschmuggel, und ab 1936 arbeitete er als Dealer (Croupier) in einem illegalen Spielcasino seiner Heimatstadt. Er sang am Croupiertisch öfter laut vor sich hin und wurde von Freunden auf die Idee gebracht, mit dem Singen Geld zu verdienen.
Nach einigen Amateurauftritten in den 1930er-Jahren begann im Herbst 1939 Martins Karriere als professioneller Entertainer. Sie endete nach 52 Jahren mit seinem letzten Bühnenauftritt in Las Vegas.

### Dino–Dean–Crocetti–Martini–Martin:Namenswechsel
Martins Taufname lautete Dino Crocetti; einen zweiten Vornamen hatte er zunächst nicht. Erst anlässlich seiner Erstkommunion im Jahr 1928 erhielt er den zweiten Vornamen Paul, mit dem ihn sein späterer Bühnenpartner Jerry Lewis bevorzugt ansprach.
In den ersten Jahren seiner Künstlerkarriere trat Martin unter seinem Geburtsnamen Dino Crocetti auf. Vor einem Engagement in Cleveland gab ihm der Bandleader Ernie McKay im November 1939 den Künstlernamen Dino Martini, der nicht – wie gelegentlich angedeutet – an den gleichnamigen Cocktail, sondern an den seinerzeit populären italienischen Operntenor Nino Martini erinnern sollte. Im November des folgenden Jahres wurde daraus auf Betreiben des Bandleaders Samuel „Sammy“ Watkins die amerikanisierte Version Dean Martin, die er bereits vor der Geburt seines ersten Kindes 1942 auch amtlich zu seinem Namen machte.

### Familie
Dean Martin war dreimal verheiratet und hatte sieben leibliche Kinder, von denen fünf zumindest zeitweise ebenfalls im Showgeschäft Fuß fassten. Zu seiner Familie gehörte außerdem der Schauspieler und Entertainer Leonard „Bananas“ Barr. Er war der jüngere Bruder von Martins Mutter.

#### Ehen und Partnerschaften
Dean Martins erste Ehefrau war Elizabeth Anne „Betty“ Martin, geb. McDonald (* 1923; † 1989). Die 1941 geschlossene Ehe wurde 1949 geschieden. Zwei Tage nach der Scheidung heiratete Martin die in Florida geborene Dorothy Jane „Jeanne“ (auch: „Jeannie“) Biegger (* 27. März 1927; † 24. August 2016). Sie lebten in den 1950er Jahren mehrfach für kurze Phasen in Trennung, 1973 ließen sie sich scheiden. Während der Ehe mit Jeanne hatte Martin zahlreiche Affären, unter anderem mit Pier Angeli, später auch mit der Schönheitskönigin Gail Renshaw, der Schauspielerin Phyllis Davis sowie Bing Crosbys Schwiegertochter Peggy Crosby. 1973 ging Martin die Ehe mit Catherine „Kathy“ Hawn ein, die drei Jahre später geschieden wurde. Seit den 1980er Jahren lebte Martin wieder mit seiner zweiten Frau Jeanne zusammen, ohne allerdings nochmals formell die Ehe zu schließen. Jeanne Martin starb 89-jährig im August 2016, zwei Wochen nach ihrem Sohn Ricci.

#### Kinder
Aus der Ehe mit Betty gingen vier Kinder hervor:
- Stephen Craig (* 1942), der als Craig Martin für verschiedene Fernsehsender arbeitet,
- Claudia (* 16. März 1944; † 16. Februar 2001); sie spielte seit ihrer Kindheit in zahlreichen Fernsehserien und gelegentlich auch in Spielfilmen mit,[27]
- Barbara Gail (* 1945) und
- Deana (* 1948 als Dina Martin); sie ist seit den späten 1960er Jahren als Sängerin und Entertainerin tätig.[28]

Martins zweite Ehefrau Jeanne brachte drei gemeinsame Kinder zur Welt:
- Dean Paul (* 17. November 1951; † 21. März 1987); er gründete Mitte der 1960er Jahre die Beatband Dino, Desi & Billy und trat später als Schauspieler auf. Er galt als Martins Lieblingssohn[29] und starb 1987 bei einem Flugzeugabsturz.
- Ricci James (* 20. September 1953; † 6. August 2016); er war Musikproduzent und Entertainer, auch Koproduzent der letzten drei Studioalben seines Vaters und verfasste 2002 eine Biografie über ihn.[30][31]
- Gina (* 1956).Dean Martin (1967)

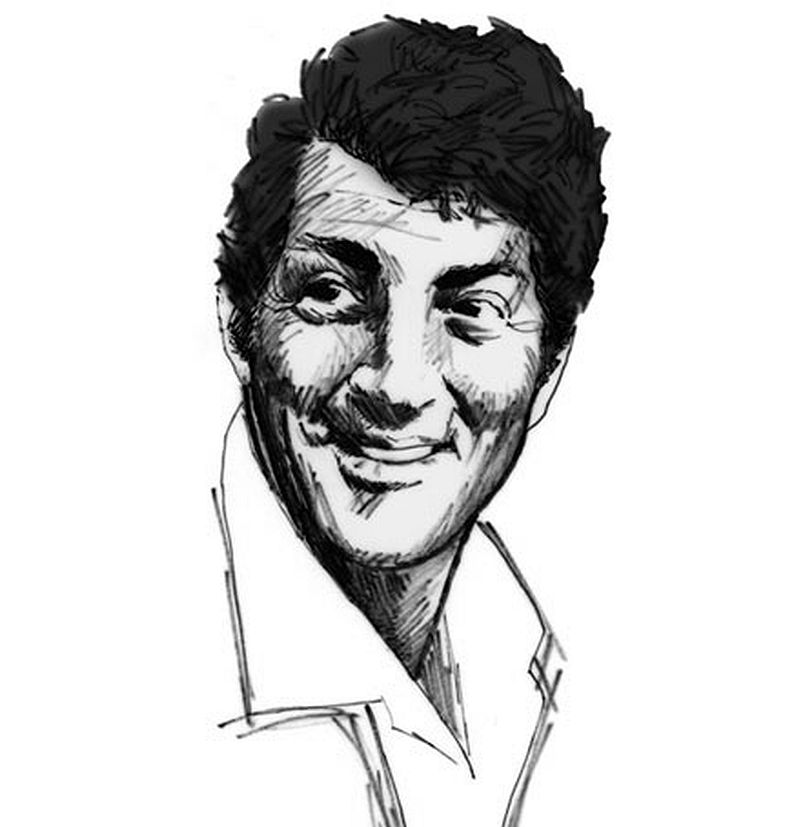
Dean Martin (1967)

1957 erhielt Martin das alleinige Sorgerecht für die vier Kinder aus seiner ersten Ehe, das bis dahin deren Mutter Betty gehabt hatte. Ab 1957 lebten sie in einem gemeinsamen Haushalt mit seiner zweiten Familie in Beverly Hills. Martin versuchte den Kontakt der Kinder zu Betty zu unterbinden, die in den 1950er Jahren eine schwere Alkoholabhängigkeit entwickelt hatte.
Schließlich brachte Kathy Hawn aus einer früheren Beziehung eine Tochter mit in die Ehe, die von Martin adoptiert wurde.

### Persönliches
Ungeachtet seines jovialen Auftretens in der Öffentlichkeit galt Martin persönlich als extrem verschlossen. Schon als Kind zog er sich oft zurück. Spätere Weggefährten und die Mitglieder seiner Familie berichteten übereinstimmend, dass er „sich selbst genug“ und an Kommunikation nicht interessiert gewesen sei; seine persönlichen Gedanken habe er auch in privatem Umfeld nicht geäußert. Ein Biograf bezeichnete ihn als Incommunicado. Jerry Lewis sprach von einer Mauer, die Martin um sein Inneres errichtet habe. Die Einladung eines Filmproduzenten, sich bei einem gemeinsamen Essen näher kennenzulernen, lehnte Martin ab: „Mich lernt niemand kennen.“ Martins Ehefrau Jeanne beklagte, dass es auch ihr nicht gelungen sei, hinter seine Fassade zu dringen: „Ich kenne ihn nicht.“ Er sei „entweder der komplizierteste Mensch der Welt oder der einfachste.“ Martins Biograf Nick Tosches führt diese Entrücktheit (ital. lontananza) auf uralte italienische Verhaltensmuster zurück, die Martin als Teenager in Steubenville bei seinen Kontakten mit Mitgliedern der organisierten Kriminalität erlebt und übernommen habe.
Martin war „kein Mensch, der gerne mit anderen zusammen war“ (Daniel Mann); er habe immer alleine sein wollen (Jerry Lewis). Enge Freunde hatte Martin nicht. Das intensivste Vertrauensverhältnis bestand zu Mack „Killer“ Gray, einem ehemaligen Boxmanager und Gelegenheitsschauspieler, der ab 1952 fast 30 Jahre lang sein Assistent und Faktotum war. Daneben waren auch der Texter Sammy Cahn, der Schauspieler Stewart Granger sowie Frank Sinatra zu Martins engerem Umfeld zu rechnen, wobei die letztgenannte Beziehung jedenfalls bis 1988 vornehmlich durch Sinatra am Leben gehalten wurde.
Sympathie empfand Martin besonders für gebrochene Charaktere; seine Tochter Deana spricht insoweit von „Underdogs.“ Zu Marilyn Monroe, mit der er 1962 an dem – nicht vollendeten – Film Something’s Got to Give arbeitete, fühlte er sich ungeachtet professioneller Differenzen persönlich hingezogen. Er bezeichnete sie nach ihrem Tod als „wunderbares Mädchen“ und weigerte sich, Kommentare zu ihrem Lebensstil abzugeben oder sich an Spekulationen über die Ursachen ihres Todes zu beteiligen. Den psychisch labilen und medikamentenabhängigen Schauspieler Montgomery Clift, der Martin seinerseits bewunderte, unterstützte er in seinen schwierigen Lebensphasen. Als Clift wegen seiner Homosexualität und seiner labilen Gesundheit Gegenstand kritischer Berichterstattung geworden war, zeigte sich Martin wiederholt in dessen Gesellschaft, um öffentlich seine Solidarität mit ihm zu demonstrieren.
Martin war bereits seit den 1930er-Jahren passionierter Golfspieler. Wann immer er konnte, zog er sich auf einen Golfplatz zurück. Bei den Dreharbeiten zu seinen Filmen ließ er sich am Set vielfach eine provisorische Driving Range aufbauen, auf der er in den Drehpausen Schläge übte. In späteren Jahren entwickelte sich Martin zu einem Automobilliebhaber, der vor allem US-amerikanische und italienische Sportwagen sammelte. Zu den exklusiven Exponaten seiner Sammlung gehörte ein in nur wenigen Exemplaren hergestellter Dual-Ghia, den er auch als Requisit in dem Spielfilm Küss mich, Dummkopf nutzte.

### Krankheit und Tod

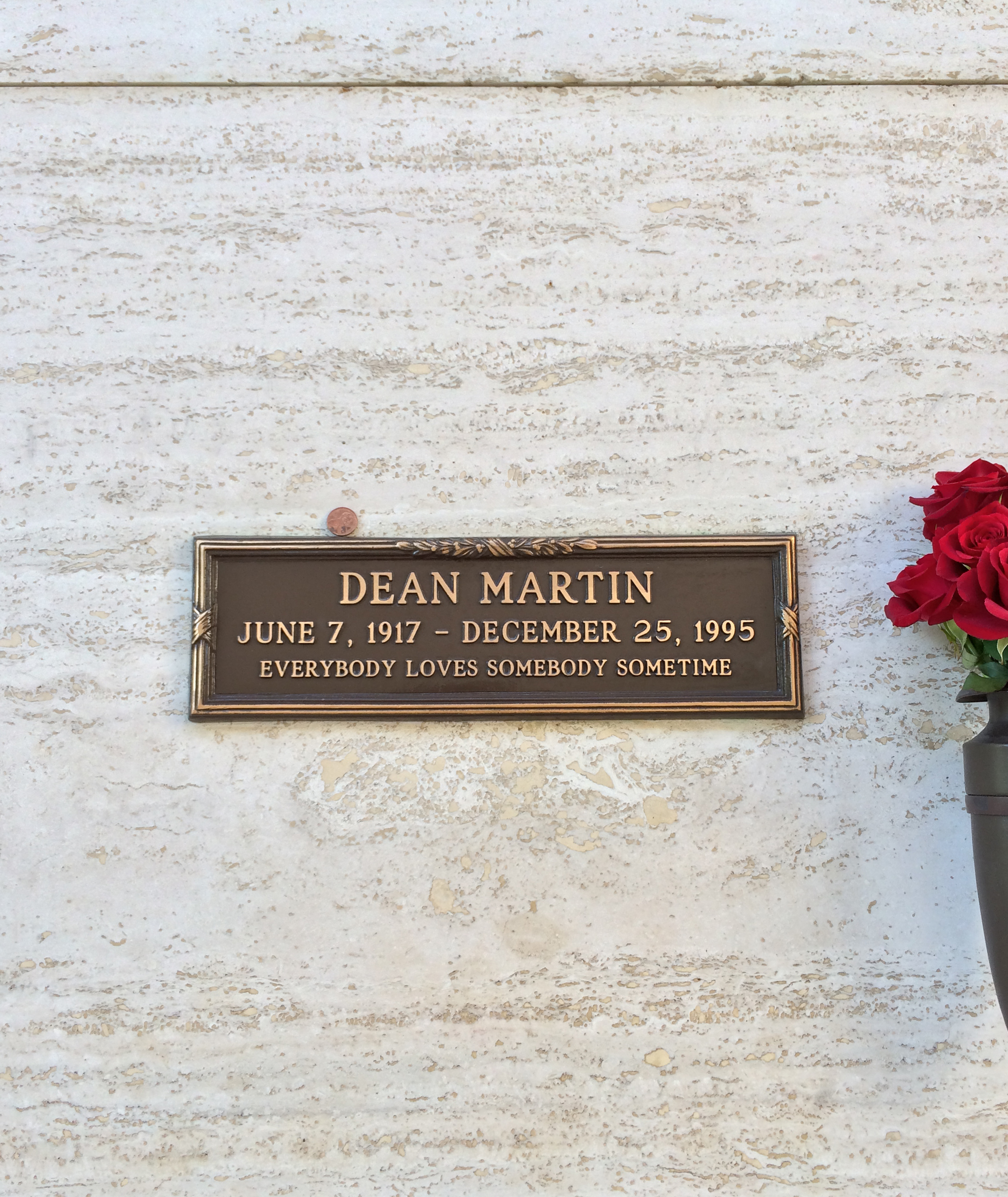
Grab von Dean Martin auf dem Westwood Village Memorial Park Cemetery

Über Mack Gray lernte Martin in den 1950er Jahren das Schmerz- und Betäubungsmittel Percodan kennen. Spätestens seit den 1970er Jahren war Martin – ebenso wie Jerry Lewis und Gray selbst – von dem Präparat abhängig; hinzu kamen ab dem Ende des Jahrzehnts Alkoholprobleme. 1990 unternahm er einen Entzugsversuch.
Mit Beginn der 1980er Jahre ließ die Gesundheit Martins wahrnehmbar nach. Er hatte zunehmend Schwierigkeiten, sich Texte zu merken. Der Unfalltod seines Sohnes Dean Paul im März 1987, auf den eine Woche später der Tod seiner Schwiegertochter Carole Costello folgte, löste bei Martin eine anhaltende Depression aus, die sich unter anderem in einer verstärkten Gleichgültigkeit sich und der Umwelt gegenüber ausdrückte. Jerry Lewis war der Ansicht, der Tod seines Sohnes habe Martin seinen Lebenswillen genommen („That was the day he died“). Die von Sinatra angestoßene Together Again Tour des Jahres 1988 war ein erfolgloser Versuch, Martin aus seiner Lethargie zu lösen. Zwar hatte er in den folgenden Jahren noch einige Auftritte in Las Vegas; sie waren aber kurz und zeigten zuletzt „einen Dean Martin, der sich kaum noch auf den Beinen halten konnte.“ Seine Apathie verstärkte sich noch nach dem Tod von Sammy Davis Jr. im Frühjahr 1990. Zu Beginn der 1990er Jahre wurde bei Martin die Alzheimer-Krankheit diagnostiziert, im September 1993 zudem Lungenkrebs.
Dean Martin starb am 25. Dezember 1995 im Alter von 78 Jahren an den Folgen seiner Krebserkrankung. Am Tag seines Todes wurden die Straßen und Gebäude in Las Vegas für zehn Minuten verdunkelt. Martin wurde am 28. Dezember 1995 auf dem Pierce Bros. Westwood Village Memorial Park Cemetery in Los Angeles beigesetzt.

## Karrierestationen

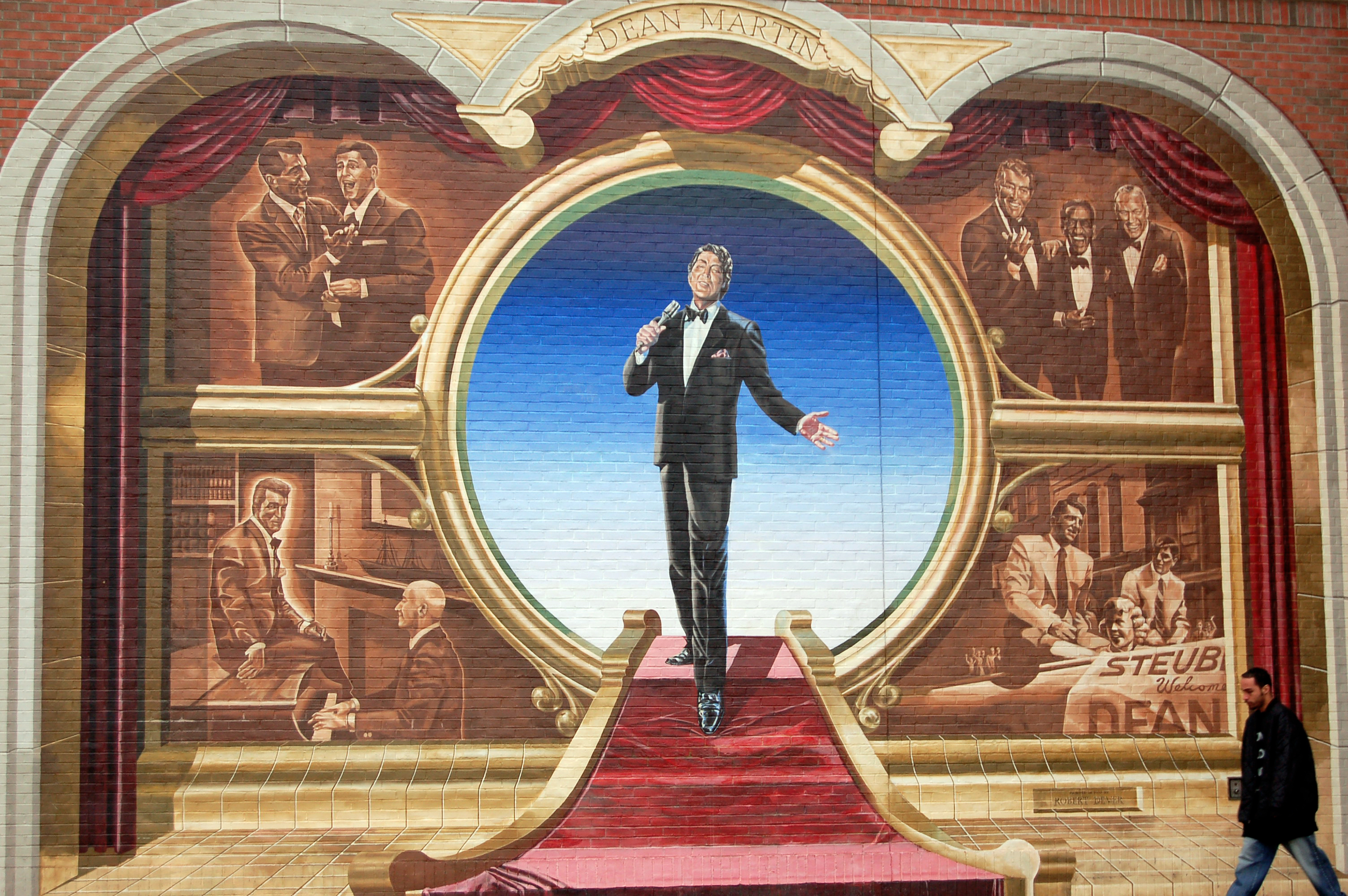
Sänger, Entertainer, Comedy-Partner: Wandbild in Martins Geburtsstadt Steubenville

Martin begann seine Karriere als Sänger in Nachtclubs in Ohio. Aus einem zufälligen gemeinsamen Auftritt mit dem Komiker Jerry Lewis entstand das Team Martin & Lewis, eine der erfolgreichsten Komikerpaarungen der Nachkriegszeit, durch die Martin und sein Partner weltbekannt wurden. Nach dem Ende der zehnjährigen Zusammenarbeit mit Lewis erwarteten viele Medien zunächst das Ende von Martins Karriere; sie hielten Martin ohne Lewis für einen allenfalls durchschnittlichen Entertainer mit wenig Humor und begrenztem Charme. Auch Martin selbst war anfänglich unsicher. Martin gelang es allerdings mit Hilfe seiner Manager Mort Viner und Herman Citron, ein eigenständiges Profil als Bühnenentertainer, Schauspieler und Gastgeber einer Fernsehshow aufzubauen, das er über drei Jahrzehnte konsolidierte. Dabei halfen auch zahlreiche Schallplattenerfolge.

### Anfänge
1934 stand Martin erstmals als Amateur in Craig Beach, Ohio, auf der Bühne, wo er, begleitet vom George Williams Orchestra, einen italienischen Standard sang. In den folgenden Jahren schlossen sich viele weitere Auftritte bei Tanzabenden und in Nachtclubs an, die er neben seiner Beschäftigung in einem Spielkasino absolvierte. Anfänglich fragte er die Bandleader, ob er eine Nummer mit ihnen singen könne; mit zunehmender regionaler Bekanntheit gingen die Bandleader von sich aus auf ihn zu. Bei einer dieser Veranstaltungen war Glenn Miller unter den Gästen; einigen Quellen zufolge fand er Martins Auftritt schwach und prognostizierte: „Der wird’s nie zu was bringen.“
Im November 1939 hatte „Dino Martini“ sein erstes professionelles Engagement mit Ernie McKays Band of Romance, das ihm ein wöchentliches Honorar von 40 US$ einbrachte. Zeitweise war er auch Mitglied des von McKay organisierten Gesangstrios The Three Wellwishers. Ab Herbst 1940 stand er, nunmehr als Dean Martin, beim Sammy Watkins Orchestra als Sänger unter Vertrag. Mit Watkins trat er vor allem in Cleveland und Umgebung auf. Martin kopierte zu dieser Zeit den Gesangsstil von Bing Crosby; einen eigenen Stil hatte er noch nicht. Watkins versuchte, Martin als neuen Frank Sinatra aufzubauen, und bewarb ihn als „neuen Stern am Gesangshimmel.“ Martin wurde zunehmend populär. In den folgenden zwei Jahren vervierfachte Watkins seine wöchentliche Gage von 35 US$ auf 150 US$. Als Martin im Herbst 1943 ein Vertretungsengagement für Sinatra im New Yorker Club Rio Bamba annehmen wollte, das mit einem anderen Termin von Watkins’ Orchester kollidierte, kam es zur Trennung. Martin bewegte Watkins zur Vertragsaufhebung, indem er ihm zehn Prozent seiner Bruttoeinnahmen der kommenden sieben Jahre abtrat. Die lokale Presse meinte nach Martins erstem Auftritt im Rio Bamba im September 1943, er sei der New Yorker Konkurrenz nicht gewachsen. Die Publikumsreaktionen hingegen fielen positiv aus, und Martins Engagement wurde mehrfach verlängert. Im Laufe der Zeit verbesserten sich auch die Kritiken. Dorothy Kilgallen etwa sah in ihm bald eine „ernsthafte Bedrohung für Frank Sinatra.“
Martin hatte in den folgenden Jahren wechselnde Engagements, die vielfach nicht lukrativ waren. 1944 war er hoch verschuldet. Nachdem er im Laufe der Zeit insgesamt 110 % seiner Einnahmen an Agenturen und Manager abgetreten hatte, erklärte er sich 1946 für zahlungsunfähig und durchlief bis Ende 1947 ein Insolvenzverfahren.

### Martin & Lewis

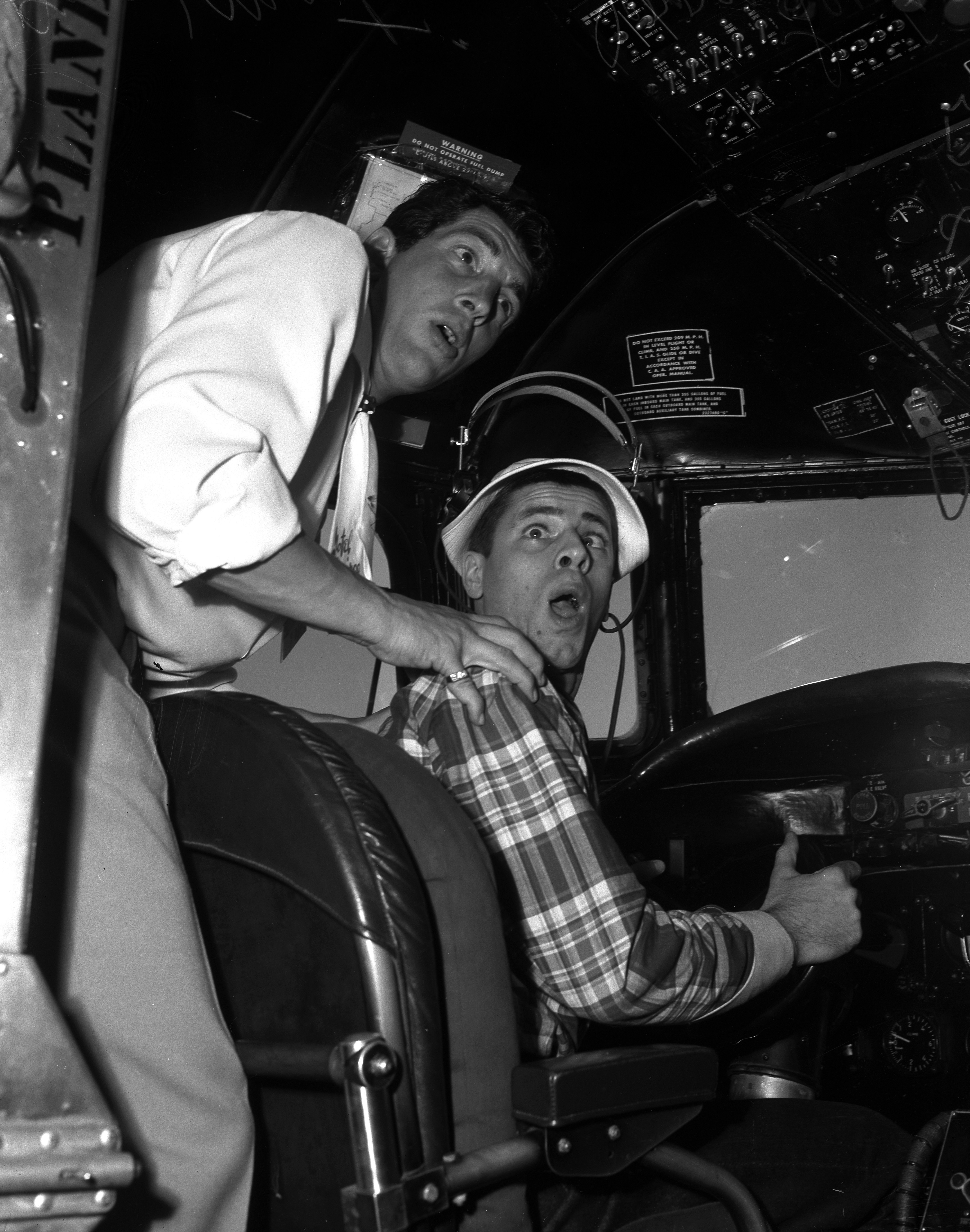
Dean Martin und sein langjähriger Bühnenpartner Jerry Lewis (um 1950)

1946 kam es zu einer Zusammenarbeit mit dem neun Jahre jüngeren Komiker Jerry Lewis, die für beide den Durchbruch bedeutete.

#### Das erfolgreichste Comedy-Duo des Jahrzehnts
Lewis, dessen Eltern ebenfalls im Showbusiness tätig waren, trat seit 1939 mit dem auch „Pantomimikry“ genannten Record Act auf, bei dem er Schallplatten bekannter Künstler abspielte und dabei, Grimassen ziehend, tat, als ob er singe. Martin hatte ihn im Herbst 1944 in privatem Umfeld kennengelernt. Im März 1946 gastierten beide mit eigenen Nummern im Havanna-Madrid Club am Broadway. Nach dem Ende einer der Shows kamen sie außerplanmäßig noch einmal gemeinsam auf die Bühne und improvisierten „eine hemmungslose Klamauknummer,“ die außergewöhnlichen Beifall beim Publikum fand und zur Grundlage des Formats wurde, mit dem beide später weltberühmt wurden.
Ab Anfang Juli 1946 hatte Lewis ein Engagement im 500 Club in Atlantic City, New Jersey. Eine Woche später trat auch Martin dort auf. Lewis behauptete später, er habe den Inhaber „Skinny“ D’Amato überzeugt, Martin anstelle des angeblich unbeliebten Clubsängers Jack Randall zu engagieren; nach anderen Quellen hatte Martins damaliger Manager ihm das Engagement verschafft und zugleich darum gebeten, Lewis’ vor dem Ablauf stehenden Vertrag zu verlängern. Im 500 Club erschienen sie erstmals planmäßig als Duo Martin & Lewis. Inhaltlich knüpften sie an ihren improvisierten Act aus dem Havanna-Madrid an: Lewis unterband Martins Versuche, zu singen, indem er das Saallicht ausschaltete, Lärm produzierte oder die Leitung des Orchesters an sich riss. Das Magazin Billboard schrieb in einer Rezension: „Die Jungs nehmen sich gegenseitig auf die Schippe, fallen einander rücksichtslos ins Wort, schneiden die wildesten Fratzen und verwandeln den Saal in ein Tollhaus.“ Die Reaktionen des Publikums und die Kritiken in der Presse waren überschwänglich. Martin und Lewis „entfesselten Lachstürme und stahlen allen anderen die Show.“
Unter dem Management von Abner „Abby“ Greshler und mit Unterstützung von Frank Sinatras PR-Agent George Evans entwickelten sich Martin & Lewis zur „heißesten Nummer im Showbusiness,“ die Veranstaltern und später auch Filmproduzenten hohe Einnahmen und Gewinne garantierte. Ab 1947 spielten sie in den bekanntesten Nachtclubs der USA, unter ihnen das Copacabana in New York, das Chez Paree in Chicago und das Slapsy Maxie's in Los Angeles, und in kurzer Zeit vervielfachten sich ihre wöchentlichen Gagen von 750 $ (Ende 1946) über 3.000 $ (Anfang 1948) auf 15.000 $ (1949 im Casino Flamingo in Las Vegas).

#### Bühne, Film und Fernsehen
Martin & Lewis war in erster Linie ein Live-Act, der landesweit auf Bühnen in Nachtclubs aufgeführt wurde. Die Shows waren weitgehend improvisiert; es gab allenfalls rahmenartige Skripts, die Martin und Lewis mit spontanen, regelmäßig abgewandelten und kaum vorhersehbaren Ideen ausfüllten.
Später erhielt das Duo auch eigene Radio-Shows und Fernsehsendungen. Von 1950 bis 1955 traten sie für NBC in 189 Folgen der Colgate Comedy Hour gemeinsam auf. Diese Produktionen zeigten allerdings, dass der von offenen Handlungssträngen bestimmte Martin-&-Lewis-Act im starren Umfeld von Radio- und Fernsehsendungen an Spannung und Komik einbüßte. Die Radio- und Fernsehauftritte des Duos ließen sich daher nicht in der ursprünglich vorgesehenen Dichte umsetzen.
Ab 1949 übertrug Paramount Pictures das Format Martin & Lewis schließlich auf das Medium Spielfilm. Bis 1956 entstanden unter dem Produzenten Hal Wallis 16 abendfüllende Filme, die die bekannte Rollenverteilung zwischen Martin und Lewis in Rahmenhandlungen aus den Bereichen Militär, Marine, Showbusiness, Zirkuswelt oder Wilder Westen einbetteten. Thematisch ging es regelmäßig um Männerfreundschaften zwischen gegensätzlichen Charakteren, die durch verschiedene Zwischenfälle auf die Probe gestellt und schließlich doch bestätigt wurden. Die Filme waren dramaturgisch, handwerklich und technisch meist schlicht, teilweise sogar schlecht. Dennoch waren sie regelmäßig Kassenerfolge, die teilweise höhere Gewinne einspielten als aufwendig produzierte Filme von Alfred Hitchcock.

#### Sex und Slapstick

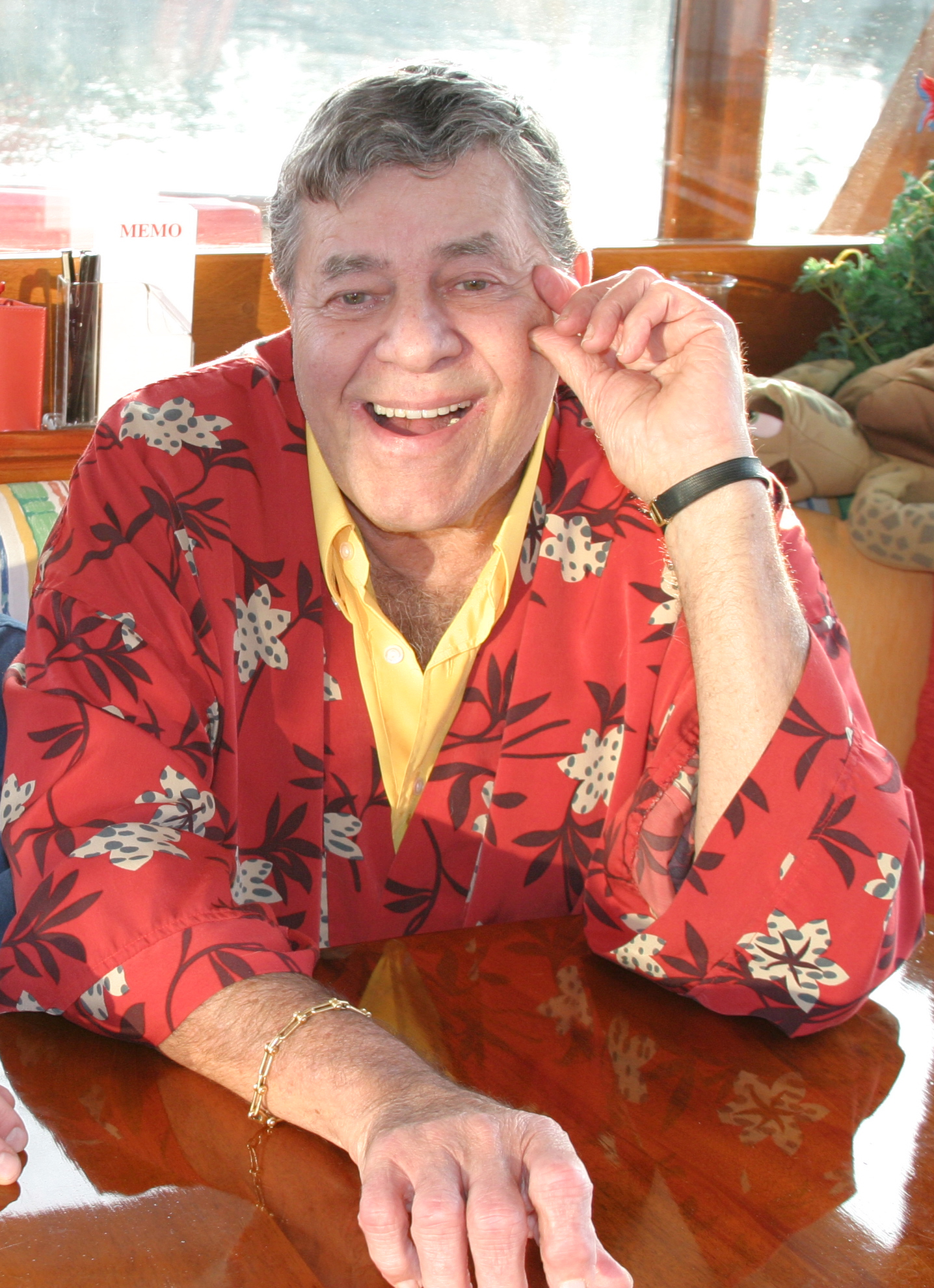
„Der Affe des Leierkastenmanns“: Jerry Lewis

Für den außergewöhnlichen Erfolg von Martin & Lewis gibt es unterschiedliche Erklärungsansätze.
Die herkömmliche Betrachtung stellt Jerry Lewis und seinen besonderen Klamauk in den Vordergrund. Martin war danach für Lewis ein bloßer Straight Man, also ein auswechselbarer Stichwortgeber, dessen Beiträge untergeordnete Bedeutung hatten. Diese Sichtweise zog sich durch die zeitgenössische Kritik. Sie war ein wesentlicher Grund für Martins wachsende Unzufriedenheit im Team, die 1956 letztlich zur Beendigung der Partnerschaft führte.
Lewis widersprach dem Jahrzehnte später. Martin sei bereits in ihrer gemeinsamen Zeit ein „brillanter Komiker“ gewesen, der von der Kritik unterschätzt wurde. Martin habe ihm die Möglichkeit gegeben, sich weiterzuentwickeln: „Jeder schaut nur auf den Witzbold, aber wenn man genau hinsieht, weiß man, wo unsere Kraft herrührte.“ Lewis meinte, er hätte mit keinem anderen Partner so weit kommen können wie mit Martin.
Heute wird der Erfolg des Teams mit der Besonderheit der Rollen von Martin und Lewis und ihrem Verhältnis zueinander begründet, das in dieser Form neuartig war. Martin & Lewis war ein „Nebeneinander eines friedlichen Halbidioten und eines smarten Schönlings“ oder – wie Jerry Lewis es nannte –„eines Leierkastenmanns und eines Affen.“ Lewis, der infantilen Klamauk bot und sich zum „jammernden, unterwürfigen Trottel“ machte, war die Verkehrung des lässigen, selbstsicheren und attraktiven Martin, dessen Coolness die Wirkung von Lewis’ „Absurditäten“ potenzierte. Der besondere Reiz des Duos lag danach in dem vorher noch nie gezeigten Gegensatz von „Sex und Slapstick.“
Inwieweit darüber hinaus die persönliche Ebene zwischen Dean Martin und Jerry Lewis die Wirkung des Duos beeinflusste, wird nicht einheitlich beurteilt. Die Qualität dieser Beziehung lässt sich nicht eindeutig bestimmen. Lewis charakterisierte das Verhältnis zu seinem Bühnenpartner als Freundschaft; nach Martins Tod sprach er sogar von einer Liebesgeschichte. Martin hingegen stellte die Verbindung jedenfalls in den 1950er Jahren als bloße Geschäftsbeziehung dar und meinte, er sehe in Lewis nur ein Dollarzeichen. Einzelne Analysen verfolgen andere Ansätze. Ausgehend von der körperlichen Nähe, die beide während ihrer Auftritte gelegentlich zeigten und suchten, sowie dem Umstand, dass Lewis in einigen Filmen die Rolle einnahm, die nach den Kriterien herkömmlicher Dramaturgie der weiblichen Hauptdarstellerin zugestanden hätte, wurde und wird gelegentlich eine latente homosexuelle Beziehung zwischen Martin und Lewis vermutet.

#### Trennung
Seit 1953 gab es immer wieder Spannungen zwischen Martin und Lewis, die vor allem auf die unterschiedliche Rollengewichtung und -wahrnehmung zurückzuführen waren. Martin fühlte sich zunehmend unterrepräsentiert und fürchtete um seine Eigenständigkeit als Künstler. Einer vielfach wiedergegebenen Anekdote zufolge fasste Martin den Entschluss zur Trennung bei den Dreharbeiten zu dem Film Im Zirkus der drei Manegen, nachdem ihn eine Besuchergruppe am Set nicht erkannt und stattdessen gefragt hatte, wo denn Jerry Lewis zu finden sei. Außerdem teilte Martin die Ambitionen seines Partners bezüglich einer Professionalisierung und Weiterentwicklung ihrer Nummer nicht. 1955 eskalierte der Streit. Während der Dreharbeiten zu den letzten beiden gemeinsamen Filmen sprachen Martin und Lewis gar nicht mehr miteinander. Am 18. Juni 1956 verkündeten sie die Auflösung des Teams. Um bestehende Verträge zu erfüllen, gaben sie im Juli 1956 noch mehrere Auftritte. Die letzte gemeinsame Vorstellung fand auf die Woche genau zehn Jahre nach ihrem Debüt am 24. Juli 1956 im 500 Club statt.
In den folgenden Jahrzehnten hatten beide kaum noch persönlichen Kontakt. Anfänglich trugen Martin und Lewis ihre Differenzen öffentlich über die Medien aus, wobei auch Martins zweite Ehefrau in die Auseinandersetzungen hineingezogen wurde. Lewis karikierte Martin 1963 in seinem Film Der verrückte Professor, während Martin in den 1960er-Jahren abfällige Witze über Jerry Lewis in sein Bühnenprogramm aufnahm und sich von den Mitgliedern des Rat Pack dabei sekundieren ließ. 1957, 1960 und 1968 kam es zu kurzen, zumeist zufälligen Zusammentreffen. Im September 1976 brachte Frank Sinatra beide wieder öffentlich zusammen. Bei einem von Lewis moderierten Telethon holte er Martin unangekündigt live auf die Bühne. Martin und Lewis hielten unter erkennbarer Rührung, die nach Ansicht aller Beteiligten nicht gespielt war, einen kurzen Smalltalk, brachten aber keine gemeinsame Nummer. Nach dem Tod von Martins Sohn Dean Paul baute Lewis einen unregelmäßigen Telefonkontakt zu seinem früheren Partner auf. 1989 kam es zum letzten gemeinsamen Auftritt, als Lewis auf der Bühne Martin zu dessen 72. Geburtstag gratulierte.
Martin kommentierte die Zeit mit Lewis rückblickend wie folgt:

„Die wichtigste Entscheidung meines Lebens war es, mich mit Jerry zusammenzutun. Die zweitwichtigste war es, mich von ihm zu trennen.“

### Sänger
Das Bindeglied zwischen Martins Standbeinen im Entertainment war über Jahrzehnte hinweg die Musik. Seine Bühnenprogramme waren formal als Konzertveranstaltungen angelegt. Zudem enthielten nahezu alle Spielfilme eine oder mehrere Gesangsnummern von Martin. Regelmäßige Schallplattenaufnahmen ergänzten den musikalischen Schwerpunkt seiner Arbeit.

#### Stil und Vorbilder

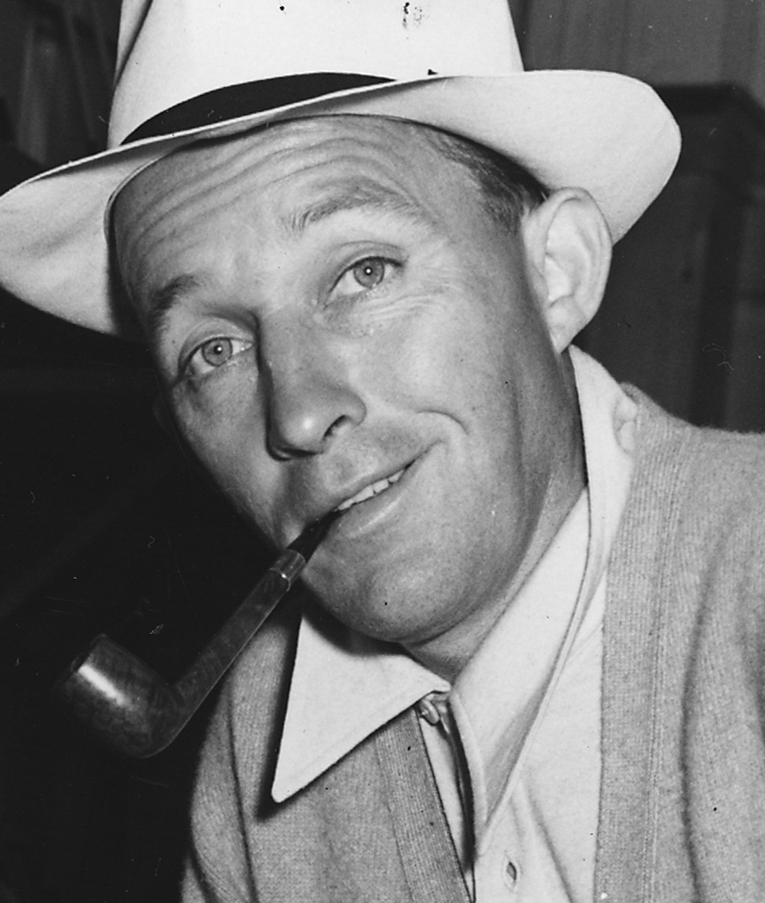
Stilistisches Vorbild: Bing Crosby

Martin war kein ausgebildeter Sänger. 1935 und 1936 hatte er sporadisch Gesangsunterricht genommen; 15 Jahre später erhielt er für die Gesangsaufnahmen zu den Martin-&-Lewis-Filmen ein kurzes Training von Ken Lane. Er kokettierte damit, keine Noten lesen zu können.
Martin galt als Crooner. Seine Stimmlage war der Bariton. Neben Bing Crosby gehörten die Mills Brothers zu seinen musikalischen Vorbildern.
Nachdem er in den ersten Jahren in erster Linie Bing Crosby imitiert hatte, entwickelte Martin nach dem Zweiten Weltkrieg schrittweise seinen eigenen Stil. Er wurde ab den späten 1940er Jahren unter anderem durch italienische oder „pseudo-italienische“ Lieder („faux Italian Songs“) geprägt, die bald als sein Markenzeichen galten. Die Inspiration dafür zog er aus Phil Britos 1946 veröffentlichtem Album Phil Brito Sings Songs Of Italy, das ihn beeindruckte. Martin sang nur gelegentlich Lieder originär italienischer Herkunft, wobei die Texte üblicherweise Mischungen aus den italienischen Originalzeilen und amerikanischen Übersetzungen waren (z. B. Nel blu dipinto di blu oder Torna a Surriento). In den meisten Fällen legte man ihm allerdings jüngeres, in den USA geschriebenes Material vor, das einen mediterranen Ursprung durch die Verwendung einiger italienischer Vokabeln oder eines Arrangements im pseudoitalienischen Stil nur vorspiegelte. Das galt beispielsweise für That’s Amore, Martins ersten größeren Erfolg aus dem Jahr 1953 mit der legendär gewordenen, Martin allerdings verhassten Textzeile „When the moon hits your eye like a big Pizza pie,“ ferner für Return To Me, Write To Me From Naples oder Arrivederci Roma. Sein Schallplattenlabel Capitol platzierte den pseudoitalienischen Stil schließlich sogar themenübergreifend. So ließ man Martin auf dem Album Swingin’ Down Yonder (1955) die „großartigen Songs der (US-amerikanischen) Südstaaten […] im modernen neapolitanischen Stil“ interpretieren, der diesen Liedern „ein Flair (verleiht), das so frisch und fantasievoll ist wie ein Frühstück aus texanischen Kuhbohnen und Pizza.“ In den 1960er Jahren vollzog Martin den Wechsel von Swing zu Easy Listening. Er galt nun als Antwort der Erwachsenen auf Rock ’n’ Roll und Beatmusik, die er erklärtermaßen nicht mochte.
Martin arbeitete im Laufe der Jahre mit unterschiedlichen Bands zusammen. In der Martin-&-Lewis-Ära ließ er sich auf der Bühne und im Studio regelmäßig vom Dick Stabile Orchestra begleiten, ab 1956 dann bei Studioaufnahmen vom Gus Levene Orchestra. In seiner Zeit als Soloentertainer trat er auf der Bühne mit den Hausbands der gastgebenden Casinos und Clubs auf, im Sands Hotel beispielsweise mit dem Orchester von Antonio Morelli. Ab 1957 war Ken Lane sein musikalischer Koordinator, der ihn zudem bis zu seinem letzten Auftritt 1991 regelmäßig am Piano begleitete und im Laufe der Jahre zu seinem Straight Man wurde.
Martin spielte in der Öffentlichkeit seinen Gesang herunter:

“I am no singer. I can carry a tune and I have an easy style but we crooners get by because we’re fairly painless.”

„Ich bin kein Sänger. Ich kann eine Melodie ganz gut rüberbringen und habe einen leichten Stil. Aber wir Crooner kommen so über die Runden, weil wir ziemlich schmerzfrei sind.“

Martins Gesangs- und Vortragsstil beeinflusste einige spätere Musiker. Elvis Presley war ein bekennender Fan und wünschte sich, wie Martin singen zu können. Auch Robbie Williams und Kevin Spacey sind von Martin beeinflusst.

#### Schallplattenaufnahmen:Diamond,Apollo,CapitolundReprise

Dean Martins erster Nummer-eins-Hit: Memories Are Made of This

Im Juli 1946 – wenige Tage bevor er zum ersten Mal mit Jerry Lewis im 500 Club auftrat – machte Martin seine ersten kommerziellen Plattenaufnahmen. Für die Diamond Record Company spielte er, begleitet von Nat Brandwynne und dem Salonorchester des Hotels Waldorf Astoria, vier Lieder ein, die im gleichen Jahr als Extended Play (EP) veröffentlicht wurden, allerdings floppten. Im November 1947 folgten sechs weitere Aufnahmen für das kleine New Yorker Label Apollo Records. Nur zwei Aufnahmen wurden zeitnah veröffentlicht; auch sie blieben erfolglos. Vier Jahre später, als Martin bereits ein Star war, veröffentlichte Apollo auch die vier bislang zurückgehaltenen Aufnahmen auf einer EP.
1948 schlossen Martin und Lewis einen Schallplattenvertrag mit Capitol Records ab. Capitol wollte zunächst vorrangig das Comedy-Programm der Künstler als Schallplattenproduktionen herausbringen. Eine erste gemeinsame Einspielung (The Money Song / That Certain Party) war allerdings weder beim Publikum noch bei der Kritik ein Erfolg. Capitol entschied sich daher dafür, Martin künftig als ernsthaften Solokünstler zu produzieren. Martin blieb bis 1962 bei Capitol. Er hatte in dieser Zeit einige Erfolge mit Liedern im italienischen Stil, darunter Mambo Italiano (1955). Sein erster Nummer-eins-Hit, Memories Are Made of This, der am 14. Januar 1956 den Spitzenplatz der Charts erreichte und sich dort fünf Wochen lang hielt, war allerdings im Folk-Stil arrangiert. Martin, der Memories Are Made of This in einer Phase schwerer Auseinandersetzungen mit Jerry Lewis und wenige Tage nach einer Trennung von seiner Ehefrau Jeannie aufgenommen hatte, verabscheute das Lied und ließ dessen Autor Terry Gilkyson wissen, es hätte richtigerweise Memories Are Made of Shit heißen müssen. Später sang er es nur selten auf der Bühne und nur widerwillig. Martin spielte für Capitol zehn Langspielplatten ein, die weitgehend erfolglos blieben. Lediglich Dino: Italian Love Songs kam in die US-amerikanischen Charts; seine höchste Position war Platz 73. Daneben veröffentlichte Capitol bis 1959 insgesamt 11 EPs, von denen einige Lieder aus Martin-&-Lewis-Filmen enthielten.
1962 wechselte Martin zum kurz zuvor von Frank Sinatra gegründeten Label Reprise Records. In schneller Folge entstanden mehrere Alben mit unterschiedlichen Themenbereichen und Stilen. Das erste, von Neal Hefti arrangierte und produzierte Album French Style enthält Lieder, die einen Bezug zu Frankreich herstellen sollen, darunter Martins Interpretation von La Vie en Rose. Wenig später folgten das ähnlich konzipierte Album Dino Latino mit Liedern im spanischen Stil, das eine neu produzierte Version von La Paloma enthielt, sowie zwei Produktionen aus dem Bereich Country-Musik. Die ersten Jahre bei Reprise waren Martins erfolgreichste Zeit als Sänger. Alle sechs Alben, die er zwischen August 1964 und April 1966 veröffentlichte, erreichten in den USA Gold-Status. Bis 1967 nahm er regelmäßig vier Alben pro Jahr auf, die von Jimmy Bowen und später nominell auch von seinem Sohn Ricci produziert wurden. Danach ließ sein Erfolg nach. Nach 1967 ging Martin nur noch einmal im Jahr für zwei Tage ins Aufnahmestudio und brachte jährlich nur noch ein neues Album heraus. Ab 1973 erschienen von ihm einige Jahre lang gar keine Platten mehr. Die Veröffentlichung des bereits 1974 aufgenommenen Albums Once in a While musste Martin 1978 sogar gerichtlich einklagen. Martins letztes Album war die Country-Pop-Produktion Nashville Sessions, die bei Warner Bros. erschien und Platz 49 in den US-Country-Charts erreichte. Sie begleitete Martins Comeback als Schauspieler. Für das Lied Since I Met You Baby drehte Martin zudem sein einziges Musikvideo, das bei MTV in hoher Frequenz („heavy rotation“) gezeigt wurde. 1985 nahm Martin mit der Single L.A. is my home letztmals eine Schallplatte auf. Sie ist heute eine Rarität.

#### Everybody Loves Somebody (Sometime)
Im Frühjahr 1964 nahm Martin Everybody Loves Somebody (Sometime) auf, das zu seinem bekanntesten Lied wurde. Nachdem er den von seinem Pianisten Ken Lane geschriebenen Song bereits 1949 in einer Radiosendung von Bob Hope gesungen hatte, entstanden im März und im April 1964 zwei verschiedene Versionen des Liedes, eine zurückhaltend instrumentierte und eine weitere mit Orchester und Chor. Die reich orchestrierte Version wurde zu einem der großen Erfolge des Jahres 1964; sie stand am 15. August 1964 für eine Woche an der Spitze der Hot 100 und verdrängte A Hard Day’s Night der Beatles von der Spitzenposition. Everybody Loves Somebody (Sometime) war zugleich der erste Nummer-eins-Hit für Reprise Records. Martin leistete mit diesem Hit einen wesentlichen Beitrag zur Rettung des wirtschaftlich angeschlagenen Labels.
Martin wurde bald mit Everybody Loves Somebody identifiziert. Er sang das Lied regelmäßig bei seinen Bühnenauftritten, wobei er es im Rahmen des Drunk Act wiederholt karikierte. So wurde die Textzeile If i had it in my power beispielsweise zu If I had you in my shower („Wenn es in meiner Kraft läge“ / „Wenn ich Dich in meiner Dusche hätte“). Ein paar Takte von Everybody Loves Somebody sang er regelmäßig als Eröffnungsnummer der Dean Martin Show und auch in seinem vorletzten Spielfilm Auf dem Highway ist die Hölle los sang er einige Zeilen des Refrains. Die Titelzeile ist auch auf Martins Grabplatte eingraviert.

#### Duette
In ihrer gemeinsamen Zeit sangen Martin und Lewis bei ihren Bühnenauftritten und in ihren 16 Spielfilmen zahlreiche Duette. Auch bei Martins Fernsehauftritten in seinen Shows und in den Sendungen, bei denen er zu Gast war, entstanden diverse Duette. Schallplatteneinspielungen mit anderen Sängerinnen oder Sängern produzierte Martin allerdings nur selten. In seiner Capitol-Ära entstanden gemeinsame Aufnahmen mit Peggy Lee (1948), Margaret Whiting (1950), Helen O’Connell (1951), Nat King Cole (1954), Line Renaud (1955) und Judy Holliday (1960). My Rifle, My Pony And Me gab es sowohl als Solo-Aufnahme von Martin als auch als Duett mit Ricky Nelson; die zuletzt genannte Version wurde für den Film Rio Bravo produziert. Bei Reprise entstanden Duette mit Sammy Davis jr. (1962) und Nancy Sinatra (1967). Sein letztes, bei Warner Bros. erschienenes Album The Nashville Sessions (1983) enthielt schließlich je ein Duett mit Merle Haggard und Conway Twitty.

### Entertainer
Ein Schwerpunkt von Martins Arbeit waren seine Live-Auftritte in Casinos und Nachtclubs. Mit der Bühnenarbeit hatte seine Karriere 1939 begonnen. Während der Ära von Martin & Lewis waren er und Jerry Lewis regelmäßig auf Bühnen zu sehen. Soloauftritte hatte Martin in dieser Zeit allerdings nur sehr vereinzelt als spontane Krankheitsvertretungen für andere Künstler oder dann absolviert, wenn Lewis krankheitsbedingt nicht auftreten konnte. Nach dem Zerbrechen von Martin & Lewis ging Martin den Wiederaufbau seiner Karriere als Solist vor allem über die Bühnenarbeit an. Nachdem er in der zweiten Hälfte des Jahres 1956 einige Engagements in kleineren Clubs wahrgenommen hatte, trat er im März 1957 erstmals regulär als Solokünstler in Las Vegas auf. Seine 38-minütige Show im Sands Hotel wurde vom Publikum und von den Kritiken positiv aufgenommen. Sie war der Grundstein für eine mehr als drei Jahrzehnte dauernde Bühnenpräsenz in Las Vegas, die bald zum festen Bestandteil des Entertainments in den Spielcasinos wurde. Sie zog Gäste aus allen Landesteilen an, die zugleich den Umsatz in den Casinos erhöhten.

#### Casinos und Nachtclubs

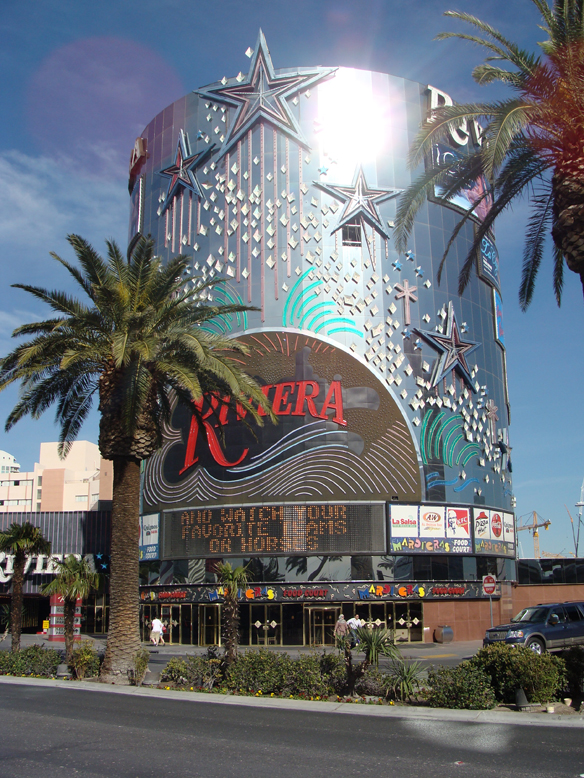
Riviera Casino in Las Vegas

Nach seinem erfolgreichen Debüt im Sands Hotel erhielt Martin 1957 einen Vertrag, der ihn, soweit es Auftritte in Las Vegas betraf, für mehr als ein Jahrzehnt exklusiv an das Sands band. 1969 wechselte Martin zum Riviera, an dem er eine Minderheitsbeteiligung übernahm. Die Verbindung zum „Riv“ endete 1972 nach Meinungsverschiedenheiten über Martins Auftrittsfrequenz. Ab 1972 arbeitete Martin schließlich exklusiv im MGM Grand Hotel, das später zum Bally’s Las Vegas wurde und mittlerweile Horseshoe Las Vegas heißt.
Martin gastierte üblicherweise zweimal jährlich für jeweils sechs Wochen in Las Vegas. In dieser Zeit gab er abendlich zumeist zwei, teilweise auch drei Shows zu je 30 bis 45 Minuten. Martins wöchentliche Gage belief sich anfänglich auf 25.000 US$. Im Laufe der Jahre wurde sie vervielfacht und übertraf schließlich selbst die Vergütung Frank Sinatras.
Zwischen seinen Engagements in Las Vegas gab Martin auch landesweit Gastspiele, darunter in der Cal Neva Lodge, an der Frank Sinatra einen Anteil hielt, in der Villa Venice in Chicago, am Lake Tahoe und immer wieder in Atlantic City. Auftritte im Ausland waren dagegen sehr selten. Nachdem eine Tournee durch Großbritannien und Frankreich 1953 in einem Eklat geendet hatte, vermied Martin nach Möglichkeit Engagements in Europa. 1961 trat er zusammen mit Frank Sinatra in Frankfurt am Main auf. 1983 spielte er erstmals seit langem wieder in London sowie im Moulin Rouge in Paris.
Im März 1988 startete Martin zusammen mit Frank Sinatra und Sammy Davis jr. eine letzte gemeinsame Konzerttournee (Together Again Tour). Geplant waren 40 Shows in 29 amerikanischen und kanadischen Städten, die mit einem Sonderzug angefahren werden sollten. Martin, der zögerte mitzumachen, zeigte seinen Widerwillen sowohl hinter als auch auf der Bühne. Bekannt geworden ist ein Vorfall bei einem Konzert in Oakland, als er eine Zigarette ins Publikum warf und rief: „I wanna go home.“ Tatsächlich schied er bereits nach einer Woche aus. Vorausgegangen war ein Streit mit Sinatra über Martins angeblich mangelhaften Einsatz; gegenüber der Öffentlichkeit wurden allerdings gesundheitliche Schwierigkeiten als Grund für Martins Ausscheiden angegeben. Liza Minnelli ersetzte ihn. Im April stand er bereits wieder auf der Bühne des Bally’s Las Vegas. Dort gab er am 29. Juli 1991 in gesundheitlich stark angeschlagenem Zustand sein letztes Konzert.

#### Gesang und Comedy
Martins Bühnenprogramm war eine Verbindung von Gesang und Comedy. Er setzte damit im Kern das Konzept der Martin-&-Lewis-Acts fort. Martin hatte eine Abneigung dagegen, bei Live-Shows ernsthaft zu singen („singing seriously“). Auf der Bühne brachte er regelmäßig nur ein oder zwei Lieder zu Ende; die meisten Songs beendete er dagegen vorzeitig mit einem Witz (sogenannte Throw-Aways), der teilweise zum Thema des Liedes passte, teilweise dessen Inhalt aber auch in zynischer Weise abwertete. Zuschauern, die ihn „ernsthaft“ singen hören wollten, empfahl Martin, eines seiner Alben zu kaufen. Jerry Lewis führte die Neigung zu Throw-Aways darauf zurück, dass Martin sich seiner Fähigkeiten als Sänger nicht sicher war.
Martins Zielgruppe waren in erster Linie männliche Casino- und Clubbesucher: „Ich spiele nicht für Frauen, sondern für Männer. Hinter jeder schönen Frau steht ein Mann, der die Rechnung bezahlt. Der kommt nicht wieder, wenn ich sein Mädchen anmache.“
Martin änderte das Konzept seiner Shows bis zuletzt nicht. In den letzten Jahren wurde er als bloße Karikatur seiner selbst wahrgenommen. Kritiker hielten ihn in den 1980er-Jahren für „unhip“ und veraltet. In Anspielung darauf wurde sein Geburtsname Dino zunehmend als Abkürzung für (Show-)Dinosaurier verwendet.

#### DerDrunk Act

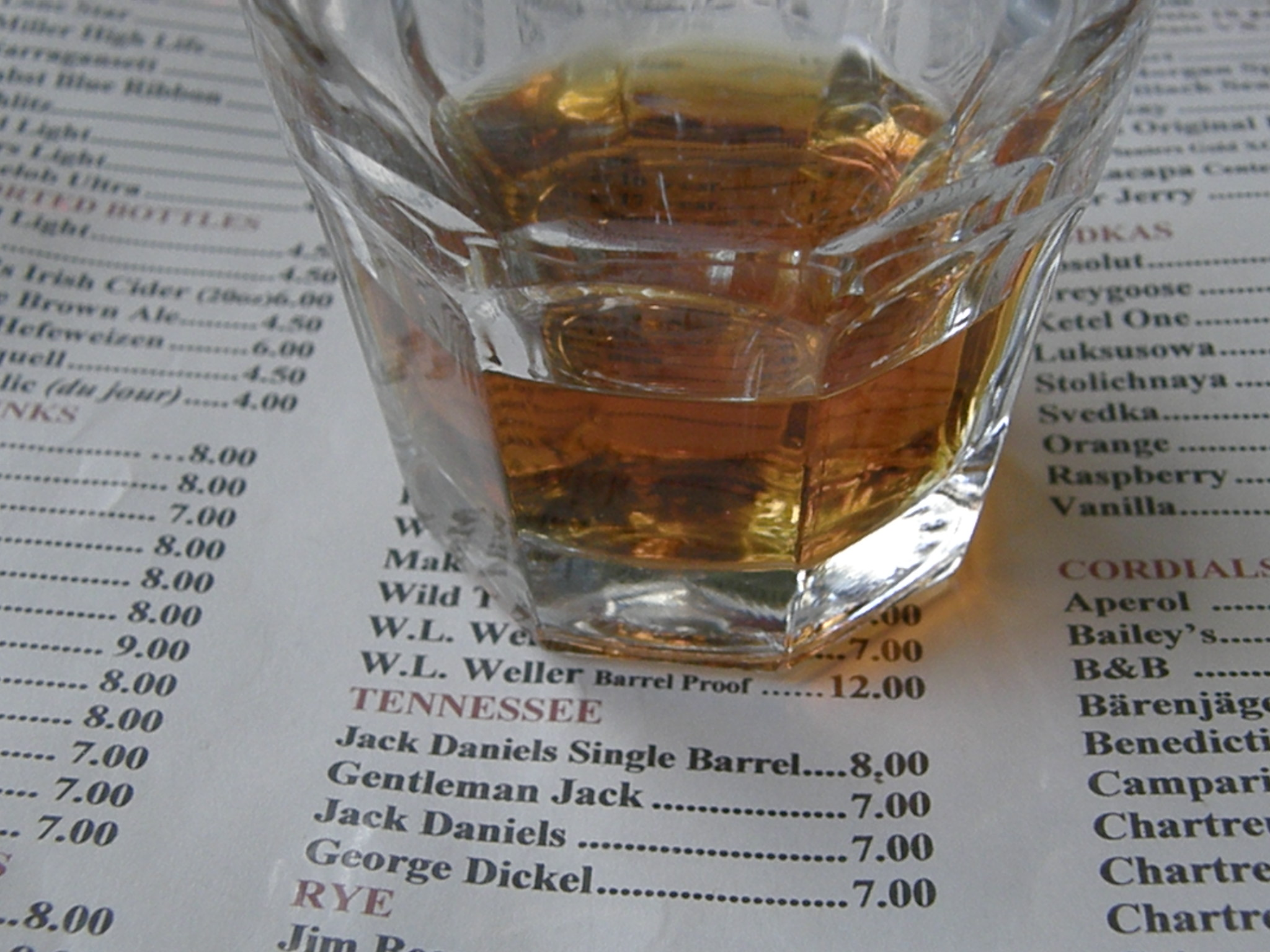
Aus Pennies From Heaven wurde Bourbon From Heaven: Dean Martins Drunk Act

Eine Besonderheit war der Drunk Act, der ab 1958 zu einem prägenden Merkmal von Martins Bühnenauftritten wurde. Er spielte dabei einen angetrunkenen Entertainer, der mit eingeschränkter Wahrnehmung versuchte durch die Show zu führen.
Die Idee zum Drunk Act stammte von dem Texter Ed Simmons. Sie knüpfte an ein Konzept des Entertainers Joe E. Lewis an und war der Versuch, Martins Bühnenauftritten einen besonderen Charakter zu verleihen, um Martin aus der Masse anderer Sänger und Entertainer herauszuheben. Der Drunk Act korrespondierte einerseits mit Martins mangelnder Neigung, auf der Bühne „ernsthaft zu singen.“ Andererseits ermöglichte er ihm nach Ansicht von Jerry Lewis, auch auf der Bühne und dahinter persönliche Distanz zu halten: „Wenn Du vorgibst, Du hättest schon ein paar Drinks gehabt, werden sich die Leute wahrscheinlich von Dir fernhalten.“
Der Drunk Act wurde mit der Ankündigung eingeleitet, Martin komme direkt von der Bar auf die Bühne („And now the star of our show: Direct from the bar – Dean Martin“). Er gab einen unsicheren Gang und eine Orientierungslosigkeit vor, die ihn zu Beginn einer Show gelegentlich danach fragen ließ, in welcher Richtung sich das Publikum befinde; hinzu kamen undeutliche Aussprache, Verständigungsschwierigkeiten mit Bühnenpartnern bzw. dem Orchester sowie Textunsicherheiten, wobei er scheinbar zufällig einzelne Worte verwechselte. Aus George Gershwins Standard Embraceable You wurde bei Martin etwa Braceembable you. Andererseits thematisierte er das Trinken vielfach ausdrücklich selbst. So sang er manche Lieder von vornherein mit Texten, die Sammy Cahn diesbezüglich verändert hatte. Aus When You’re Smiling wurde beispielsweise häufig When You’re Drinking, aus Pennies from Heaven machte er Bourbon from Heaven. Bekannt wurde Martins Reverenz an Joe E. Lewis:

“Remember the great words of Joe E. Lewis: He said you’re not drunk as long as you can lay on the floor without holding on.”

„Erinnern wir uns an die großen Worte von Joe E. Lewis: Man ist nicht betrunken, solange man noch am Boden liegen kann, ohne sich festhalten zu müssen.“

Kollegen und Geschäftspartner bestätigten allerdings, dass Martin auf der Bühne tatsächlich nie betrunken war. Er sei immer zuverlässig gewesen, habe seine Einsätze gekannt und die Shows stets sicher beherrscht. Während Martin den Drunk Act schließlich auch im Privatleben kultivierte, indem er beispielsweise seinen Stutz Blackhawk mit dem Kfz-Kennzeichen DRUNKY (betrunken) zuließ, ging er im Geschäftsleben auf deutliche Distanz zu seiner Rolle. Im Zusammenhang mit der Dean Martin Show fragte er einen Journalisten: „Würde NBC so viel Geld für einen Betrunkenen ausgeben?“

### Schauspieler

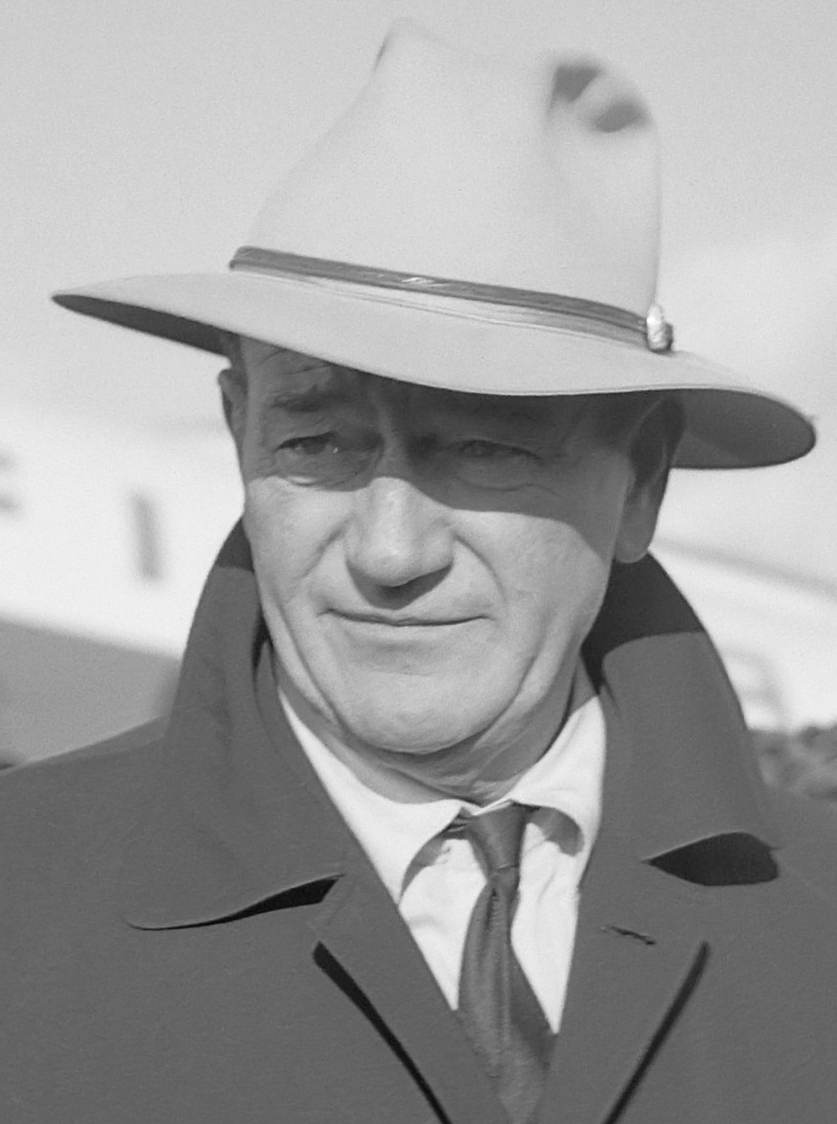
Martins Partner in Rio Bravo: John Wayne

Nach der Trennung von Jerry Lewis setzte Martin seine 1949 begonnene Filmkarriere allein fort. Um als Solokünstler ins Geschäft zu kommen, akzeptierte er zunächst Angebote, die deutlich schlechter bezahlt waren als in der Martin-&-Lewis-Ära.

#### Komödien, Musicals und Western
Martins erster Film ohne Lewis, Joe Pasternaks Zehntausend Schlafzimmer (1957), war eine leichte Komödie und enthielt mehrere Gesangsszenen. Anders als Jerry Lewis’ erstes Soloprojekt war Zehntausend Schlafzimmer ein „kommerzielles Fiasko“ und hätte nach Einschätzung von Kritikern das Ende von Martins Schauspielerkarriere bedeuten können. Auf Drängen Montgomery Clifts erhielt Martin danach anstelle des eigentlich vorgesehenen Tony Randall eine Rolle in Edward Dmytryks „hochkarätig besetztem Kriegsdrama“ Die jungen Löwen, in dem er „schauspielerisch überzeugte“ und zeigte, „dass er mehr kann als nur der große Bruder von Jerry Lewis zu sein.“ Dieser Film wird vielfach für Martins Durchbruch als seriöser Schauspieler gehalten. Daran anknüpfend entstanden in den folgenden Jahren Verdammt sind sie alle und Howard Hawks’ Western Rio Bravo, in denen Martin ebenfalls hohe Professionalität und schauspielerische Qualitäten zeigte und die als seine besten Filme angesehen werden. Martin selbst hielt die Rolle des alkoholkranken Hilfssheriffs Dude in Rio Bravo für seine größte Herausforderung. Sein letzter ähnlich anspruchsvoller Film war Puppen unterm Dach, die 1963 produzierte Adaption eines Theaterstücks von Lillian Hellman. Puppen unterm Dach wurde zum Wendepunkt in Martins Schauspielkarriere: Obwohl einige Rezensenten und der Produzent des Films sein Spiel lobten, überwog die Zahl der Kritiker, die Martin für eine derart vielschichtige Rolle im Prinzip für ungeeignet hielten und seine Besetzung als einen „schlechten Scherz“ ansahen. Martin, der erheblichen Respekt vor den Anforderungen dieser Rolle gehabt hatte, zog sich daraufhin komplett von diesem Genre zurück und wählte stattdessen künftig Rollen aus, die „möglichst viel Geld bei möglichst wenig Aufwand“ versprachen.
Nach diesem Muster drehte Martin in den 1960er Jahren jährlich mehrere Filme – Musicals, Western und Komödien –, die mit Stars wie John Wayne, Robert Mitchum, Rock Hudson, Alain Delon oder Burt Lancaster zwar hochkarätig besetzt waren, mit Ausnahme von Billy Wilders zynischer Satire Küss mich, Dummkopf aber regelmäßig schnell und preiswert gemacht waren und von der Kritik verrissen wurden. Als besonders schwach gelten die vier von 1966 bis 1969 für Columbia Pictures gedrehten parodistischen Spionagekomödien der Matt-Helm-Reihe, in denen Martin einen Geheimdienstagenten darstellte, der als amerikanischer Gegenentwurf zum britischen James Bond angelegt war. Die Filme, in denen europäische Gaststars wie Daliah Lavi, Elke Sommer oder Senta Berger auftraten, spielten bewusst mit Martins Image als „cooler Herzensbrecher.“ Von den vier Filmen war nur der erste erfolgreich; die Produktion eines ursprünglich geplanten fünften Films wurde gar nicht erst in Angriff genommen. Martins letzter kommerziell erfolgreicher Film war Airport (1970). Nachdem er sechs Jahre lang keinen Film mehr gedreht hatte, wirkte Martin 1981 an der Komödie Auf dem Highway ist die Hölle los und zwei Jahre später an deren Fortsetzung Auf dem Highway ist wieder die Hölle los mit. Beide Produktionen gelten als „absoluter Tiefpunkt seiner Filmkarriere.“
Dean Martins deutscher Stammsprecher, der ihn in seinen Filmen großteils synchronisierte, war Klaus Miedel.

#### Arbeitsstil
Martin arbeitete seit den 1960er Jahren am Set üblicherweise sehr zügig. Der jeweilige Regisseur bereitete die Szenen so für ihn vor, dass Martin „seine Auftritte ruck zuck abarbeiten konnte“ (Michael Gordon). Er ließ für jede Szene meist nur einen Probedurchlauf zu. Lediglich bei Bandolero verzichtete er aus Respekt gegenüber seinem Filmpartner James Stewart auf die „Ruck-Zuck-Methode.“

#### Kritiken
Dean Martins schauspielerisches Können wird unterschiedlich beurteilt. Einige Kritiker meinten, Martin sei „der schlechteste und zugleich selbstbewussteste Schauspieler der Welt.“ Kollegen, die mit ihm gearbeitet hatten, sahen das vielfach anders. Auch Howard Hawks, der Regisseur von Rio Bravo, hielt Martin für „einen verdammt guten Schauspieler, der allerdings ein wenig angetrieben werden muss.“ Kollegen wie John Wayne, Montgomery Clift Anthony Franciosa und Honor Blackman hielten Martin gegen seinen Ruf für sehr diszipliniert.

### The Dean Martin Show

Zahlte Millionenbeträge für Dean Martin: NBC

Martins nationale und internationale Bekanntheit wurde ab 1965 durch die wöchentlich im Fernsehen ausgestrahlte Dean Martin Show weiter gesteigert.
Bereits zu Beginn der 1950er Jahre hatte Dean Martin an der Seite von Jerry Lewis durch einzelne Fernsehshows geführt. Nach der Auflösung von Martin & Lewis brachte der Fernsehsender NBC von 1957 bis 1961 neun Specials mit der Bezeichnung Dean Martin Show heraus, die zweimal jährlich gesendet wurden.
1965 legte NBC die Dean Martin Show neu auf. Martin präsentierte in ihr nationale und europäische Gäste – unter ihnen Petula Clark, Line Renaud, Caterina Valente und Peter Sellers –, die mit ihm in Sketchen und in gemeinsamen Gesangsnummern zu sehen waren. Die Sendung blieb – zuletzt als The Dean Martin Comedy Hour – bis 1974 im Programm und war eine der erfolgreichsten Fernsehproduktionen der 1960er Jahre. Sie erzielte in den USA zeitweise Einschaltquoten von durchschnittlich 38 % und ließ sich weltweit verkaufen. Ab 1967 zahlte NBC Martin eine Gage von 283.000 US$ für jede Sendung. Er wurde dadurch zum bestverdienenden Entertainer der Welt.
Martins Auftreten in der Show wurde als besonders entspannt wahrgenommen. Dies und der humorvolle Umgang mit eigenen Fehlern festigte den Eindruck besonderer Coolness Martins. Tatsächlich entwickelte sich der unkonventionelle Präsentationsstil vor allem dadurch, dass Martin seine Einsätze aus Zeitnot weitestgehend improvisierte. Damit er nicht mehr als einen achtstündigen Arbeitstag für jede Sendung aufwenden musste, drehte der Produzent und Regisseur Greg Garrison die Shows in getrennten Sequenzen. Szenen der Gäste, in denen Martin nicht zu sehen war, wurden in seiner Abwesenheit gedreht und später durch Schnitttechnik mit getrennt produzierten Aufnahmen von Martin verbunden. Selbst Dialoge wurden getrennt voneinander aufgenommen. Einige Gäste der Dean Martin Show bekamen Martin überhaupt nicht zu Gesicht. Auch hier verzichtete Martin nahezu vollständig auf Proben. Er improvisierte seine Einsätze mit Hilfe von Stichwortkarten (cue cards)', die im off platziert waren. Da Martin andererseits auch bei Fehlern keine Wiederholung der Aufnahme gestattete, ließen sich Defizite in den ausgestrahlten Sendungen weder vermeiden noch verbergen. Garrison setzte Martins Fehler daraufhin dramaturgisch bewusst ein. Er ließ die cue cards, technische Ausrüstung wie Mikrofone und Crewmitglieder von den Kameras erfassen und erweckte so den Eindruck, als seien die technischen Fehler und auch die Fehler Martins nur gespielt. Damit relativierte er die Ernsthaftigkeit der Sendung. Die Mehrschichtigkeit der Rolle Martins wurde zu einem vom Publikum geschätzten Bestandteil der Sendung.
Im Laufe der Jahre wurde die Dean Martin Show zunehmend vulgärer. Die Presse kritisierte in den 1970er Jahren Martins „Trinkerwitze, Mädchenwitze und Zweideutigkeiten“ vielfach als unzeitgemäß, sexistisch und erniedrigend und gab Martin den Titel „King Leer“ (etwa: König der Zote). Christliche Presseorgane rieten zuletzt davon ab, die Sendung zu verfolgen.
Nachfolger der Dean Martin Show war die von Oktober 1974 bis Dezember 1984 in 20 Auflagen ausgestrahlte Sendung The Dean Martin Celebrity Roast.

### Frank Sinatra undThe Rat Pack

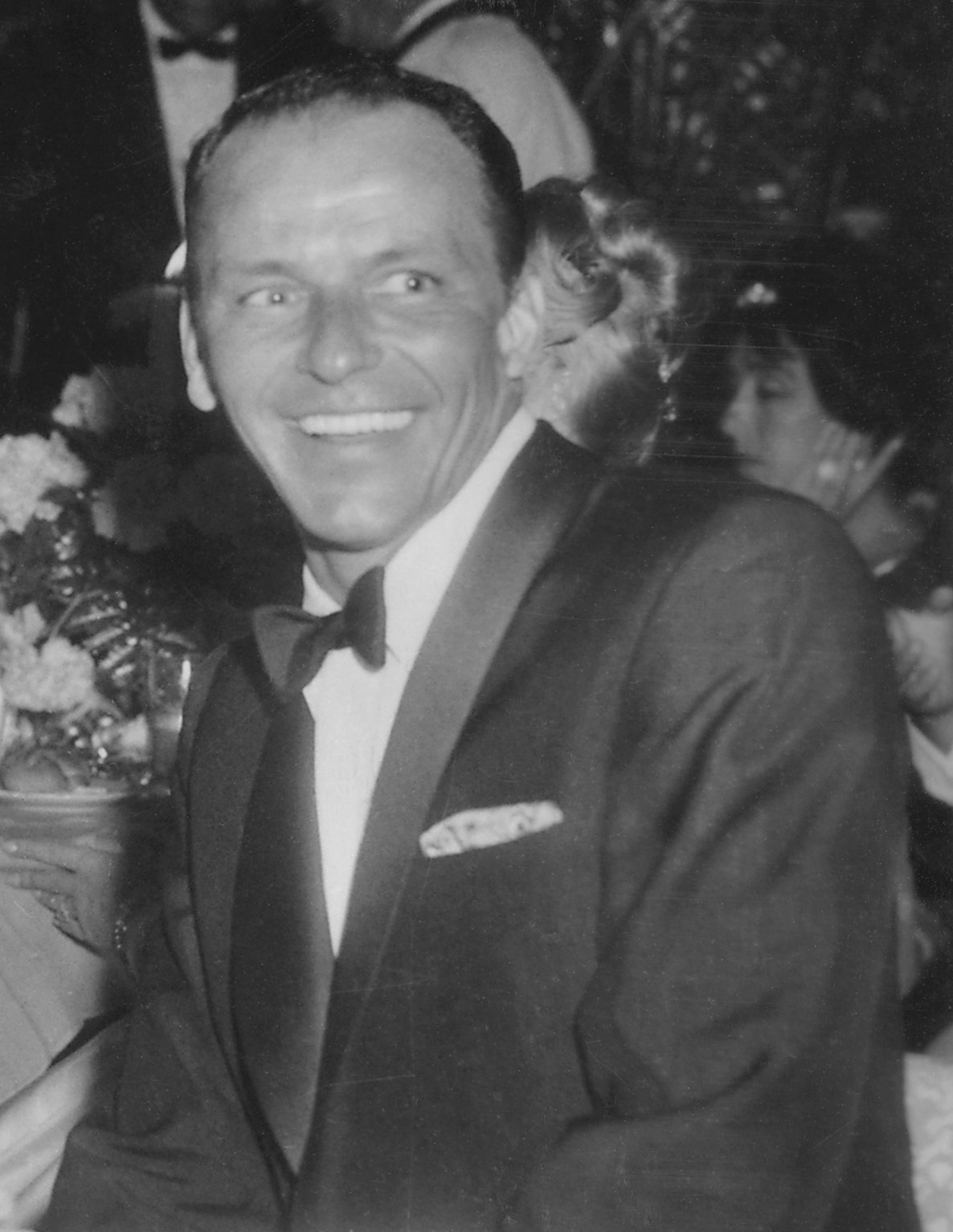
Freund, Bühnen- und Geschäftspartner: Frank Sinatra

Zum persönlichen Umfeld Martins wurde seit den 1950er Jahren insbesondere Frank Sinatra gezählt. Beide verbanden eine ähnlich ausgerichtete Entertainmentkarriere und zahlreiche gemeinsame Bühnen- und Filmauftritte. Darüber hinaus bestand zwischen ihnen auch eine persönliche Freundschaft, die die jeweilige Familie mit einschloss.
Martin und Sinatra kannten sich seit 1943. In den frühen 1950er Jahren waren Martin & Lewis mit ihren Comedy-Programmen mehrfach Gäste in Sinatras Fernsehshows. Nach der Auflösung des Teams 1956 intensivierte sich die Beziehung zwischen Sinatra und Martin, die sich nun häufiger bei Engagements in Las Vegas trafen. Martin empfand Sympathie für Sinatra, während Sinatra Martin bewunderte und seine Gesellschaft suchte. Sinatra gruppierte in den späten 1950er Jahren eine Reihe von Entertainern um sich, die zunächst als „The Clan“ und später unter der weniger verfänglichen Bezeichnung „Rat Pack“ gemeinsam auftraten und feierten. Hierzu gehörte Sammy Davis Jr., Peter Lawford, Joey Bishop und Shirley MacLaine. Auch Martin wurde von Sinatra an diesen Kreis herangeführt; er ließ sich allerdings nicht in dem Maße vereinnahmen wie die übrigen Mitglieder. Anders als Davis, Lawford und Bishop, deren Las-Vegas-Karrieren von dem einflussreichen Sinatra abhingen, war Martin in beruflicher Hinsicht nicht auf Sinatra angewiesen. Dies zeigte er Sinatra durch Eigenwilligkeiten, die sich die anderen Rat-Pack-Mitglieder nicht leisteten, worauf Sinatra sich umso mehr um Martin bemühte.
Im Oktober 1958 nahmen Martin und Sinatra bei Capitol zusammen das Album Sleep Warm auf, für das Sinatra die Orchesterleitung übernahm. Ende Januar 1959 traten die beiden erstmals für ein gemeinsames Konzertengagement in Las Vegas auf die Bühne, nachdem sie zuvor für den Film Verdammt sind sie alle (Some Came Running, 1958) auch zum ersten Mal zusammen vor der Filmkamera gestanden hatten. 1961 wechselte Martin im Gefolge Sinatras von Capitol zu dessen neu gegründeter Plattenfirma Reprise.
Ab Januar 1960 trat Martin regelmäßig mit dem „Rat Pack“ in Las Vegas auf. Die gemeinsamen Auftritte nannten sie The Summit (den Gipfel). Die weitgehend improvisierten, mit vielen Witzen und viel Klamauk verbundenen Auftritte hatten in ihrem Mangel an Konventionalität und Vorhersehbarkeit strukturelle Ähnlichkeiten mit den frühen Acts von Martin & Lewis.
Das Rat Pack dominierte mit zahlreichen Programmen das amerikanische Showbusiness und insbesondere die Bühnen von Las Vegas ein halbes Jahrzehnt lang. Parallel zu den Konzerten entstanden gemeinsame Filme wie Frankie und seine Spießgesellen (1960), Die siegreichen Drei (1962), Vier für Texas (1963) und Sieben gegen Chicago (1964). Diese Filme wurden vier Jahrzehnte später in einer Trilogie mit George Clooney, Brad Pitt und Matt Damon erfolgreich karikiert. Mitte der 1960er Jahre endeten die regelmäßigen Bühnenauftritte des „Rat Pack“, doch standen Martin, Davis und Sinatra auch in den 1970er und 1980er Jahren gelegentlich noch gemeinsam auf der Konzertbühne.
Martins Beziehung zu Sinatra zerbrach, als Martin im Frühjahr 1988 eine gemeinsame Konzerttournee vorzeitig verließ. Beide sprachen danach kaum noch miteinander; Laut einer Biografie des Schriftstellers Michael Freedlands lud ihn Sinatra auch nicht zur breit angelegten Feier seines 80. Geburtstags ein. Allerdings war Dean Martin zu dieser Zeit bereits todkrank und konnte daher keinerlei Einladungen mehr wahrnehmen.

### Coolness oder Verachtung?
Martin wird seit den 1950er Jahren als „Personifizierung von Coolness“ angesehen. Elvis Presley prägte für ihn den Ausdruck „King of Cool“. Noch im 21. Jahrhundert werden CDs mit seinen Liedern herausgegeben, die den Begriff „cool“ im Titel führen.
Tatsächlich wurden Martins Auftritte als extrem entspannt („laid-back“) empfunden. Er weckte auf der Bühne und im Film den Eindruck größtmöglicher Leichtigkeit. Einige Beobachter hoben allerdings hervor, dass diese Leichtigkeit (jedenfalls in den 1950er Jahren) nur gespielt war: „Martin arbeitete verdammt hart, um es nicht nach harter Arbeit aussehen zu lassen.“ Ähnlich urteilte Martin Scorsese: „Dean Martin wollte immer den Eindruck erwecken, als sei alles ganz einfach – was es nicht war.“
In den 1960er Jahren kam Routine hinzu, die Martin erklärtermaßen langweilte. Mittlerweile hatte er seinen Status als Solokünstler auf den Showbühnen wie auch als Sänger gefestigt. Andererseits waren seine Versuche, sich als seriöser Schauspieler zu etablieren, von den Medien nicht angenommen worden. Dies änderte seine Einstellung zur Arbeit. So wie ihm im persönlichen Umfeld das Interesse an den Menschen fehlte, so war im zweiten Abschnitt seiner Karriere auch die Qualität seiner Arbeit für ihn ohne Bedeutung. Im Gegensatz zu Sinatra, der bei seinen Schallplattenaufnahmen konzeptionelle Entscheidungen selbst traf, nahm Martin in den 1960er Jahren keinen Einfluss mehr auf das Material seiner Alben oder den Inhalt seiner Filme. Stattdessen sang und spielte er mit stoischer Ruhe alles, was ihm vorgelegt wurde. Er sah sich seine Filme nach ihrer Fertigstellung nicht an, blieb Premierenvorstellungen fern und hörte sich auch seine Studioalben nicht an. Das Desinteresse zeigte sich auch im fehleranfälligen Improvisieren bei der Dean Martin Show, im Verzicht auf Proben bei Filmaufnahmen und in der Neigung, Lieder bei Bühnenauftritten nicht zu Ende zu singen.
Während manche in dieser Arbeitsweise einen Beleg dafür sehen, dass Martin auch im richtigen Leben „cool“ gewesen sei, geht sein Biograf Nick Tosches tiefer. Er erklärt Martins zur Schau gestellte Interesselosigkeit mit einer tiefen Verachtung für das Showbusiness. Martin habe mit seinem Verhalten gezeigt, dass er das Business als verlogen und wertlos ansah. Einige Medien schlossen sich dieser Einschätzung an.

## Unternehmer
Nach der Trennung von Jerry Lewis begann Martin, Einnahmequellen zu erschließen, die nicht von einem unmittelbaren Bühnenengagement seinerseits abhängig waren. 1957 räumte er einzelnen Restaurants und Bars in Los Angeles gegen Entgelt das Nutzungsrecht an seinem Namen ein. Hierzu gehörte vor allem Dino’s bzw. Dino’s Lodge am Sunset Strip, das regelmäßig in der Fernsehserie 77 Sunset Strip zu sehen war. Später übernahm er Minderheitsbeteiligungen an mehreren Casinos in Las Vegas. Ende der 1950er Jahre gründete Martin Claude Productions, ein in Anlehnung an seine Tochter Claudia benanntes Produktionsunternehmen, das viele seiner folgenden Filme und Schallplatten, ab 1965 dann auch die von NBC ausgestrahlte Dean-Martin-Show koproduzierte. Auf diesem Weg war er neben dem persönlichen Künstlerhonorar auch an den Einspielergebnissen beteiligt. Claude Productions investierte außerdem regelmäßig in Grundstücke, Bauland und Immobilien, erwarb aber auch Anteile an Unternehmen wie beispielsweise einer Zitronenanbaugenossenschaft. Im Juni 1970 fusionierte Claude Productions mit der NBC; Martin erhielt im Gegenzug Anteile an NBCs Konzernmutter RCA.

## Politik und organisiertes Verbrechen

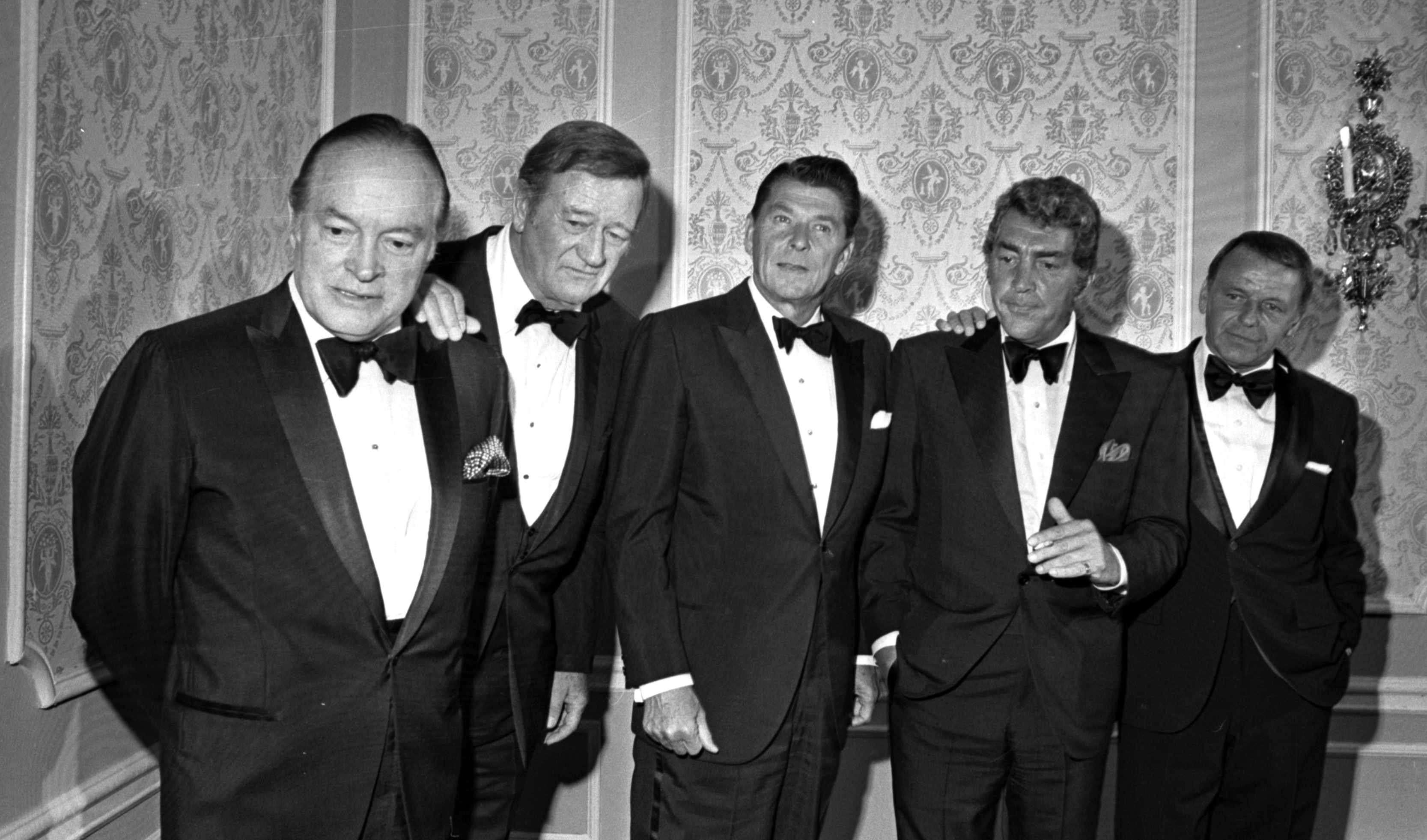
Von links nach rechts: Bob Hope, John Wayne, Ronald Reagan, Dean Martin und Frank Sinatra bei einem Dinner für Reagans Wiederwahlkampagne (1970)

Martin hatte während seiner Karriere wiederholt Kontakte zu Politikern und äußerte sich gelegentlich auch politisch. Er war über Jahrzehnte Anhänger der Republikanischen Partei.
Über Sinatra lernte Martin den demokratischen Politiker John F. Kennedy kennen. Auf Sinatras Wunsch, der sich zu dieser Zeit in der Rolle eines Königmachers sah, unterstützte Martin Kennedys Präsidentschaftskandidatur im Laufe des Jahres 1960 durch diverse Auftritte bei Fundraising-Veranstaltungen. In den 1970er Jahren setzte er sich für den republikanischen Schauspielkollegen Ronald Reagan ein, als dieser 1971 für die Wiederwahl zum Gouverneur von Kalifornien und 1979 dann für das Präsidentenamt kandidierte.
Bereits seit den 1930er Jahren hatte Martin Kontakte zu Mitgliedern der US-amerikanischen Mafia. Sie bestanden auch in den folgenden Jahrzehnten. Ein wesentlicher Grund dafür war der Umstand, dass die meisten Casinos, in denen Martin, Lewis, Sinatra und viele andere Entertainer auftraten, direkt oder indirekt Mitgliedern der Cosa Nostra gehörten. Jerry Lewis bestätigte dem Dean-Martin-Biografen Nick Tosches, dass beide in den ersten Jahren regelmäßig in Clubs gastierten, deren Inhaber Mitglieder der organisierten Kriminalität waren. Martin und Lewis mussten teilweise auch bei privaten bzw. familiären Veranstaltungen von Mafia-Mitgliedern erscheinen.
Anders als Sinatra, der familiär mit Mafia-Mitgliedern umging und deren Nähe suchte, bewahrte Martin ihnen gegenüber Distanz. Er verzichtete auch darauf, Anteile an Casinos zu halten, die mehrheitlich in Mafia-Besitz waren. Gelegentlich tat er den Mobstern allerdings „einen kleinen Gefallen“. So trat er im Dezember 1962 zusammen mit Sinatra und Davis zehn Abende lang ohne Gage in der Villa Venice in Chicago auf. Dieses Casino gehörte Sam Giancana, einem aus Chicago stammenden Mobster. Giancana hatte 1960 den Wahlkampf von John F. Kennedy finanziell unterstützt und sich dabei der Vermittlung Sinatras bedient, der über Peter Lawford, einen Schwager des Präsidentschaftskandidaten, Zugang zur Familie Kennedy hatte. Dieser Gratisauftritt war eine Gegenleistung für Giancanas Wahlkampfspende. Andererseits gibt es Berichte, dass sich Martin gelegentlich der Hilfe der Mobster bediente, um persönliche Probleme zu regeln.

## Auszeichnungen

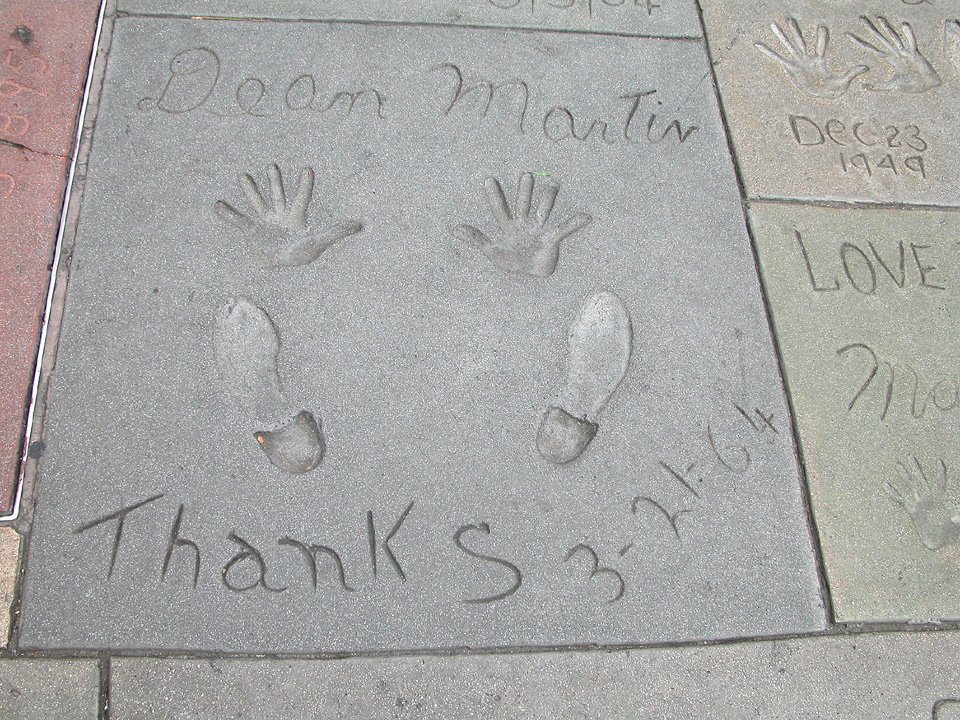
Abdrücke vor dem Grauman’s Chinese Theatre

Dean Martin bekam drei Sterne auf dem Hollywood Walk of Fame: bei 6519 Hollywood Blvd. in der Kategorie Film, bei 6655 Hollywood Blvd. in der Kategorie Fernsehen und bei 1615 Vine Street in der Kategorie Musikaufnahmen. Außerdem sind seine Hand- und Fußabdrücke sowie sein Autogramm seit dem 21. März 1964 vor dem Grauman’s Chinese Theatre (6925 Hollywood Blvd.) in Zement verewigt.
- 1952 – Spezialpreis der Photoplay Awards (zusammen mit Jerry Lewis)
- 1954 – „Golden Apple“ der Golden Apple Awards als kooperativster Schauspieler (zusammen mit Jerry Lewis)
- 1966 – Golden Globe für die Dean Martin Show als bester Fernsehstar
- 1966 – „Bronze Wrangler“ der Western Heritage Awards für den Film The Sons of Katie Elder
- 1969, 1970, 1972 – Emmy-Nominierungen für die Dean Martin Show
- 2009 wurde Martin (lange nach Sinatra und Davis) posthum mit dem Grammy Lifetime Achievement Award ausgezeichnet.[Anm. 26]

## Dean Martin über Dean Martin
Als Dean Martin gefragt wurde, wie er der Nachwelt in Erinnerung bleiben möchte, antwortete er:

“As a damn good entertainer; nothing spectacular. A good entertainer who made people enjoy themselves and made them laugh a little. He was a nice guy. He did pretty good and we loved him, that’s all.”

„Als verdammt guter Entertainer; nichts Besonderes. Ein guter Entertainer, der die Leute gut unterhielt und sie ein bisschen zum Lachen brachte. Er war ein netter Kerl. Er hat’s ganz gut gemacht und wir liebten ihn, das ist alles.“

## Biografien, Dokumentationen und Filme über Dean Martin

### Biografien
Die erste umfassende Biografie über Dean Martin erschien 1992 – noch zu seinen Lebzeiten – in den USA unter dem Titel Dino: Living High in the Dirty Business of Dreams (Titel der deutschen Übersetzung von 2002: Dino. Rat-Pack, die Mafia und der große Traum vom Glück). Nick Tosches, ein ehemaliger Redakteur des Rolling Stone, erarbeitete sie auf der Grundlage von Interviews mit Jeannie Martin, Jerry Lewis und weiteren Weggefährten. Das im Stil des Gonzo-Journalismus geschriebene Buch gilt nach wie vor als Standardwerk, das alle späteren Biografien zur Grundlage nehmen oder zusammenfassen. Nach der Jahrtausendwende veröffentlichten Martins Kinder Deana und Ricci eigene Erinnerungen an ihren Vater, die insbesondere im persönlichen Bereich ergänzende Impressionen liefern, in beruflichen Details aber vielfach unscharf bleiben.

### Filme über Dean Martin
In den 1990er-Jahren begann das Studio Warner Bros. mit den Planungen für einen biografischen Spielfilm über Dean Martin. Nicholas Pileggi wurde mit der Ausarbeitung eines Drehbuchs beauftragt, das Martin Scorsese als Regisseur umsetzen sollte. Für die Rolle des Dean Martin war Tom Hanks vorgesehen, Jim Carrey sollte Jerry Lewis und John Travolta Frank Sinatra spielen. Der Film wurde letztlich nicht realisiert. Scorsese führte das auf Schwierigkeiten mit dem Stoff zurück: Martin sei als Person nicht zu fassen gewesen.
1998 produzierte der amerikanische Fernsehprogrammanbieter Home Box Office (HBO) den Film Frank, Dean und Sammy tun es (Originaltitel: The Rat Pack), in dem einzelne Facetten aus der Geschichte des Rat Pack thematisiert werden. Dean Martin wurde von Joe Mantegna verkörpert.
2002 entstand bei CBS der dokumentarisch angelegte Film Martin and Lewis, der die frühen Jahre von Martins Karriere beleuchtete. Jeremy Northam übernahm hier die Rolle des Dean Martin.
Der Regisseur Atom Egoyan zog für seinen 2005 erschienenen Spielfilm Wahre Lügen Martin und Lewis als Vorbilder für die Figuren Lanny und Vince heran. Der Film sollte allerdings nicht als Biografie des Duos Martin & Lewis verstanden werden.
Der Filmemacher Tom Donahue drehte 2021 die Dokumentation Dean Martin: King of Cool (53 min).

## Rezeption
Auf dem von Johnny Bruck geschaffenen Titelbild des Perry-Rhodan-Heftromans Nr. 554, Kidnapper im Weltraum, (1972), ist Dean Martin in Interaktion mit der Romanfigur Gucky abgebildet.

## Übersicht: Filme und Schallplatten

### Diskografie
Studioalben

| Jahr | Titel Musiklabel                                               | Höchstplatzierung, Gesamtwochen, AuszeichnungChartplatzierungen (Jahr, Titel, Musiklabel, Platzierungen, Wochen, Auszeichnungen, Anmerkungen) | Höchstplatzierung, Gesamtwochen, AuszeichnungChartplatzierungen (Jahr, Titel, Musiklabel, Platzierungen, Wochen, Auszeichnungen, Anmerkungen) | Höchstplatzierung, Gesamtwochen, AuszeichnungChartplatzierungen (Jahr, Titel, Musiklabel, Platzierungen, Wochen, Auszeichnungen, Anmerkungen) | Höchstplatzierung, Gesamtwochen, AuszeichnungChartplatzierungen (Jahr, Titel, Musiklabel, Platzierungen, Wochen, Auszeichnungen, Anmerkungen) | Höchstplatzierung, Gesamtwochen, AuszeichnungChartplatzierungen (Jahr, Titel, Musiklabel, Platzierungen, Wochen, Auszeichnungen, Anmerkungen) | Anmerkungen |
| Jahr | Titel Musiklabel                                               | DE | AT | CH | UK | US | Anmerkungen |
| ---- | -------------------------------------------------------------- | --- | --- | --- | --- | --- | --- |
| 1953 | Dean Martin Sings Capitol Records                              | — | — | — | — | — | Erstveröffentlichung: 12. Januar 1953 |
| 1954 | Let Me Go, Lover! Capitol Records                              | — | — | — | — | US10 (6 Wo.)US | |
| 1955 | Swingin’ Down Yonder Capitol Records                           | — | — | — | — | — | Erstveröffentlichung: 1. August 1955 |
| 1957 | Pretty Baby Capitol Records                                    | — | — | — | — | — | Erstveröffentlichung: 17. Juni 1957 |
| 1959 | Sleep Warm Capitol Records                                     | — | — | — | — | — | Erstveröffentlichung: 2. März 1959 Orchester dirigiert von Frank Sinatra |
| 1960 | Bells Are Ringing Capitol Records                              | — | — | — | — | — | |
| 1960 | This Time I’m Swingin’! Capitol Records                        | — | — | — | UK18 (1 Wo.)UK | — | |
| 1962 | Dino: Italian Love Songs Capitol Records                       | — | — | — | — | US73 (16 Wo.)US | Erstveröffentlichung: 5. Februar 1962 |
| 1962 | French Style Reprise Records                                   | — | — | — | — | — | Erstveröffentlichung: April 1962 |
| 1962 | Cha Cha Cha de Amor Capitol Records                            | — | — | — | — | — | Erstveröffentlichung: 5. November 1962 |
| 1962 | Dino Latino Reprise Records                                    | — | — | — | — | US99 (5 Wo.)US | Erstveröffentlichung: 27. November 1962 |
| 1963 | Dean »Tex« Martin: Country Style Reprise Records               | — | — | — | — | US109 (4 Wo.)US | Erstveröffentlichung: 14. Januar 1963 |
| 1963 | Dean »Tex« Martin Rides Again Reprise Records                  | — | — | — | — | — | Erstveröffentlichung: 24. April 1963 |
| 1964 | Dream with Dean Reprise Records                                | — | — | — | — | US15 Gold · (31 Wo.)US | Erstveröffentlichung: 4. August 1964 zwölf Aufnahmen mit vier Studiomusikern (Piano, Gitarre, Bass, Schlagzeug), enthält Everybody Loves Somebody (Sometimes) in der Version vom März 1964 (Nr. 2672) |
| 1964 | The Door Is Still Open to My Heart Reprise Records             | — | — | — | — | US9 Gold · (30 Wo.)US | Erstveröffentlichung: November 1964 |
| 1965 | Dean Martin Sings Again Reprise Records                        | — | — | — | — | US13 Gold · (29 Wo.)US | Erstveröffentlichung: Januar 1965 |
| 1965 | (Remember Me) I’m The One Who Loves You Reprise Records        | — | — | — | — | US12 Gold · (39 Wo.)US | Erstveröffentlichung: September 1965 |
| 1965 | Houston Reprise Records                                        | — | — | — | — | US11 Gold · (34 Wo.)US | Erstveröffentlichung: Oktober 1965 |
| 1966 | The Hit Sound of Dean Martin Reprise Records                   | — | — | — | — | US50 (25 Wo.)US | Erstveröffentlichung: August 1966 |
| 1966 | The Dean Martin TV Show Reprise Records                        | — | — | — | UK35 (1 Wo.)UK | US34 (31 Wo.)US | Erstveröffentlichung: November 1966 das Album wurde in Großbritannien unter dem Titel At Ease with Dean veröffentlicht                                                                                |
| 1967 | Happiness Is Dean Martin Reprise Records                       | — | — | — | — | US46 (25 Wo.)US | Erstveröffentlichung: April 1967 |
| 1967 | Welcome To My World Reprise Records                            | — | — | — | UK39 (1 Wo.)UK | US20 Gold · (48 Wo.)US | Erstveröffentlichung: Juli 1967 |
| 1968 | Gentle on My Mind Reprise Records                              | — | — | — | UK7 (8 Wo.)UK | US14 Gold · (25 Wo.)US | Erstveröffentlichung: November 1968 |
| 1969 | I Take a Lot of Pride in What I Am Reprise Records             | — | — | — | — | US90 (17 Wo.)US | Erstveröffentlichung: August 1969 |
| 1970 | My Woman My Woman My Wife Reprise Records                      | — | — | — | — | US97 (12 Wo.)US | Erstveröffentlichung: Juli 1970 |
| 1971 | For The Good Times Reprise Records                             | — | — | — | — | US113 (15 Wo.)US | Erstveröffentlichung: Januar 1971 |
| 1972 | Dino Reprise Records                                           | — | — | — | — | US117 (4 Wo.)US | Erstveröffentlichung: Januar 1972 |
| 1973 | Sittin’ on Top of the World Reprise Records                    | — | — | — | — | — | Erstveröffentlichung: 29. Mai 1973 |
| 1973 | You’re the Best Thing That Ever Happened to Me Reprise Records | — | — | — | — | — | Erstveröffentlichung: 14. Dezember 1973 |
| 1978 | Once in a While Reprise Records                                | — | — | — | — | — | Erstveröffentlichung: August 1978 |
| 1983 | The Nashville Sessions Warner Bros.                            | — | — | — | — | — | Erstveröffentlichung: 15. Juni 1983 |
| 2002 | Love Songs                                                     | — | — | — | UK24 Silber · (4 Wo.)UK | — | |
| 2002 | The Rat Pack Live At The Sands                                 | — | — | — | — | US110 (3 Wo.)US | mit Frank Sinatra und Sammy Davis, Jr. |
| 2007 | Forever Cool                                                   | DE27 (4 Wo.)DE | AT6 (8 Wo.)AT | — | — | US39 (6 Wo.)US | |
| 2010 | That’s Amore                                                   | — | — | — | UK23 (4 Wo.)UK | — | |

grau schraffiert: keine Chartdaten aus diesem Jahr verfügbar
Martin veröffentlichte von 1946 bis 1985 insgesamt 108 Singles sowie 33 Langspielplatten, von denen 12 in den USA Gold-Status erreichten. Hinzu kommen mehr als 30 Kompilationen.

### Filmografie
Martin drehte von 1949 bis 1983 insgesamt 51 Spielfilme für unterschiedliche Studios. 16 davon entstanden in der Martin-&-Lewis-Ära. Außerdem trat er in einzelnen Folgen einiger Serien auf.

## Dokumentation
- Dean Martin: King of Cool. Regie: Tom Donahue, ZDF, Großbritannien, 53 Minuten, 2021